# Biserica de lemn din Strâmtura

Biserica de lemn din Strâmtura, judeţul Maramureş, 2008

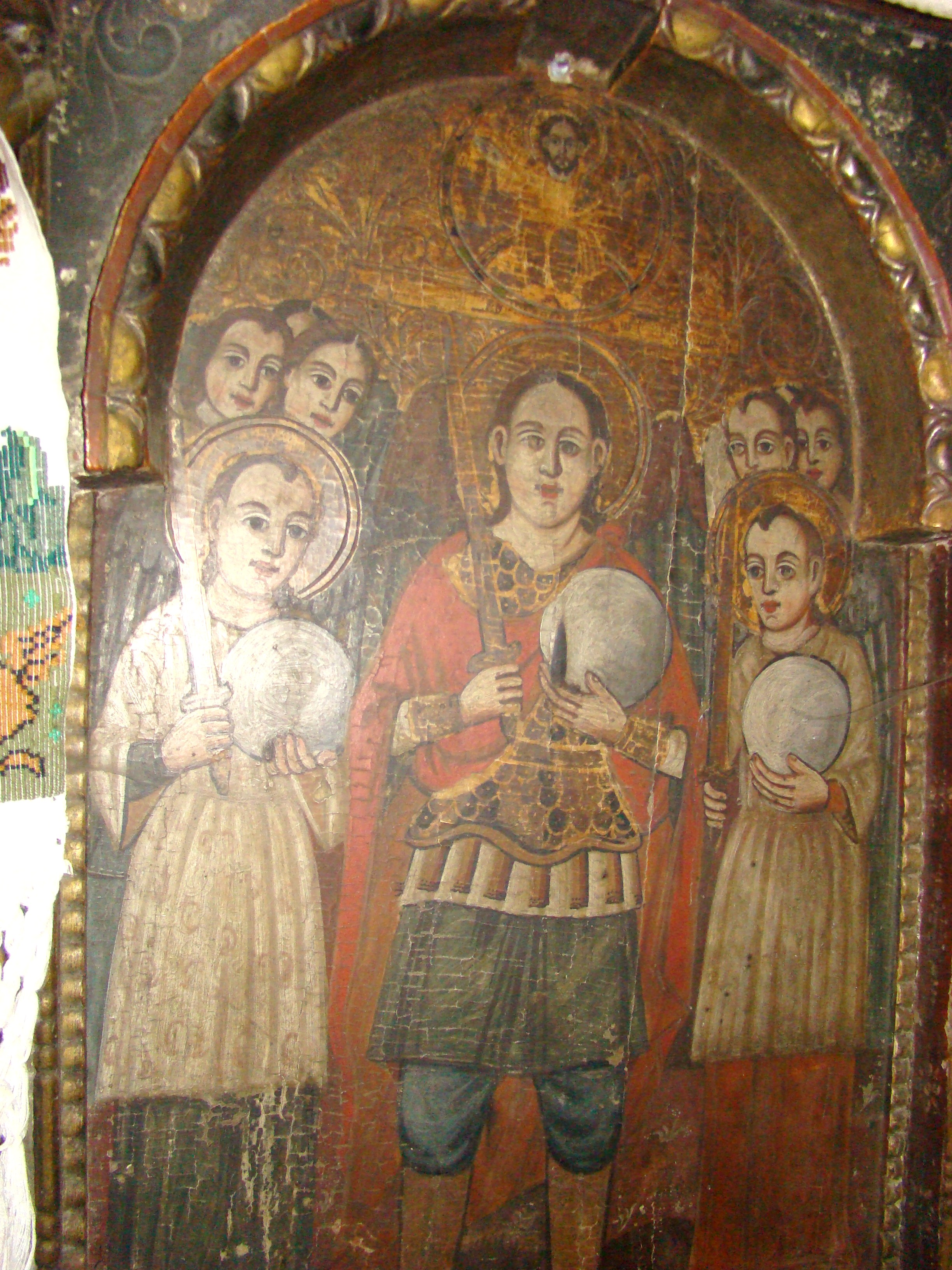
Soborul Sfinților Arhangheli

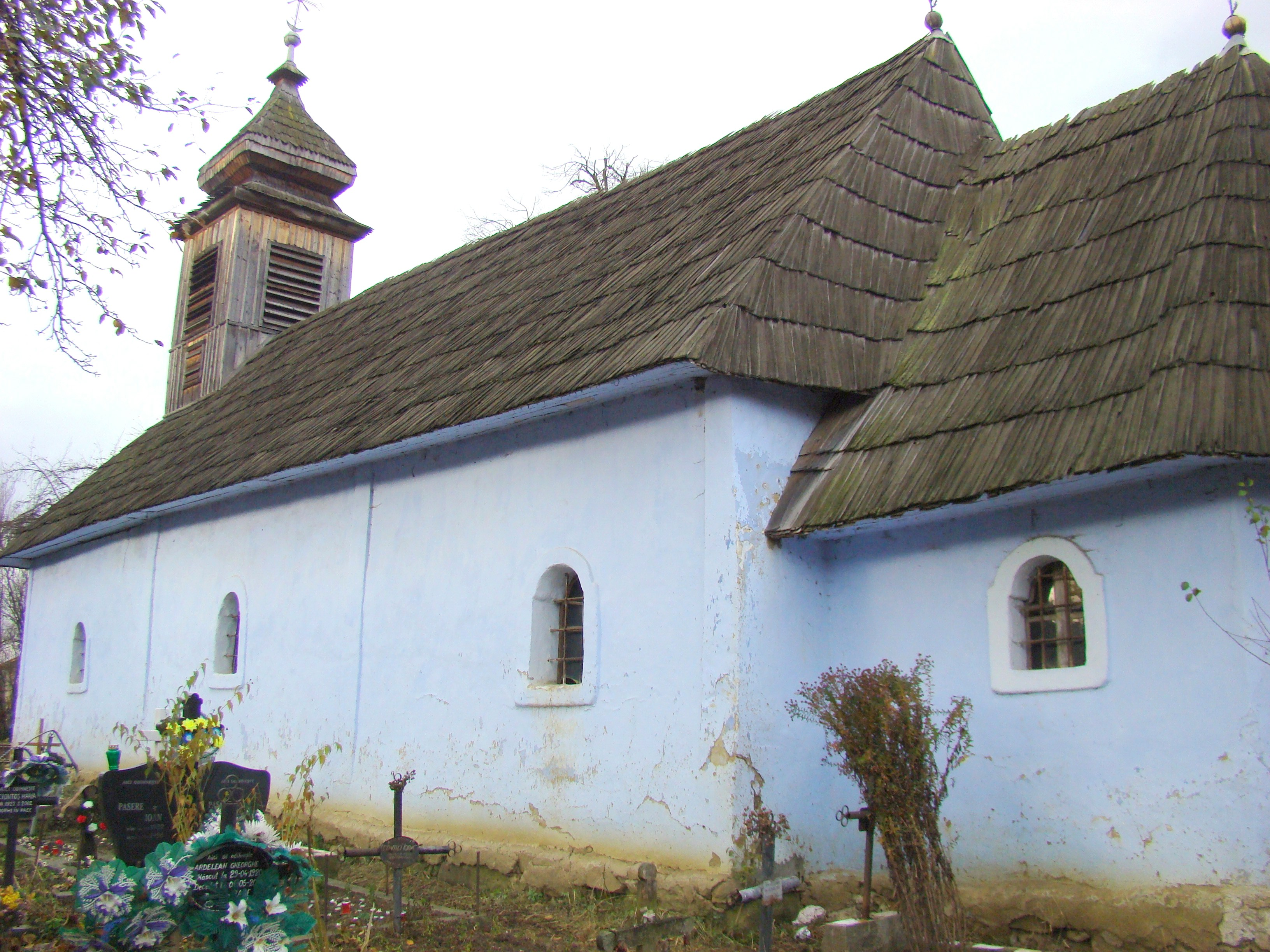
Biserica de lemn „Sfinţii Arhangheli” din Strâmtura, judeţul Maramureş, foto: noiembrie 2009.

Biserica de lemn din Strâmtura, comuna Strâmtura, județul Maramureș, datează din secolul XVII. Are hramul „Sfinții Arhangheli Mihail și Gavriil”. Biserica se află pe noua listă a monumentelor istorice sub codul LMI:  MM-II-m-A-04755.

## Istoric și trăsături
Biserica din lemn din Strâmtura a fost adusă în 1661 de la mănăstirea din Rozavlea. Altarul, bolta și iconostasul și-au păstrat forma inițială, iar pictura interioară a fost realizată în 1775 (autorul e necunoscut, semnătura cu litere chirilice fiind, in mare parte, ștearsă).
Printre obiectele de valoare pe care le păstrează se numără “Cazania lui Varlaam” (scrisă pe la 1643) și icoane pe sticlă sau lemn din secolul al XVIII-lea sau al XIX-lea. Lăcașul de cult deținea și o icoană aurită, care a fost donată mănăstirii Văcărești în a doua jumătate a secolului XX.

## Imagini din interior

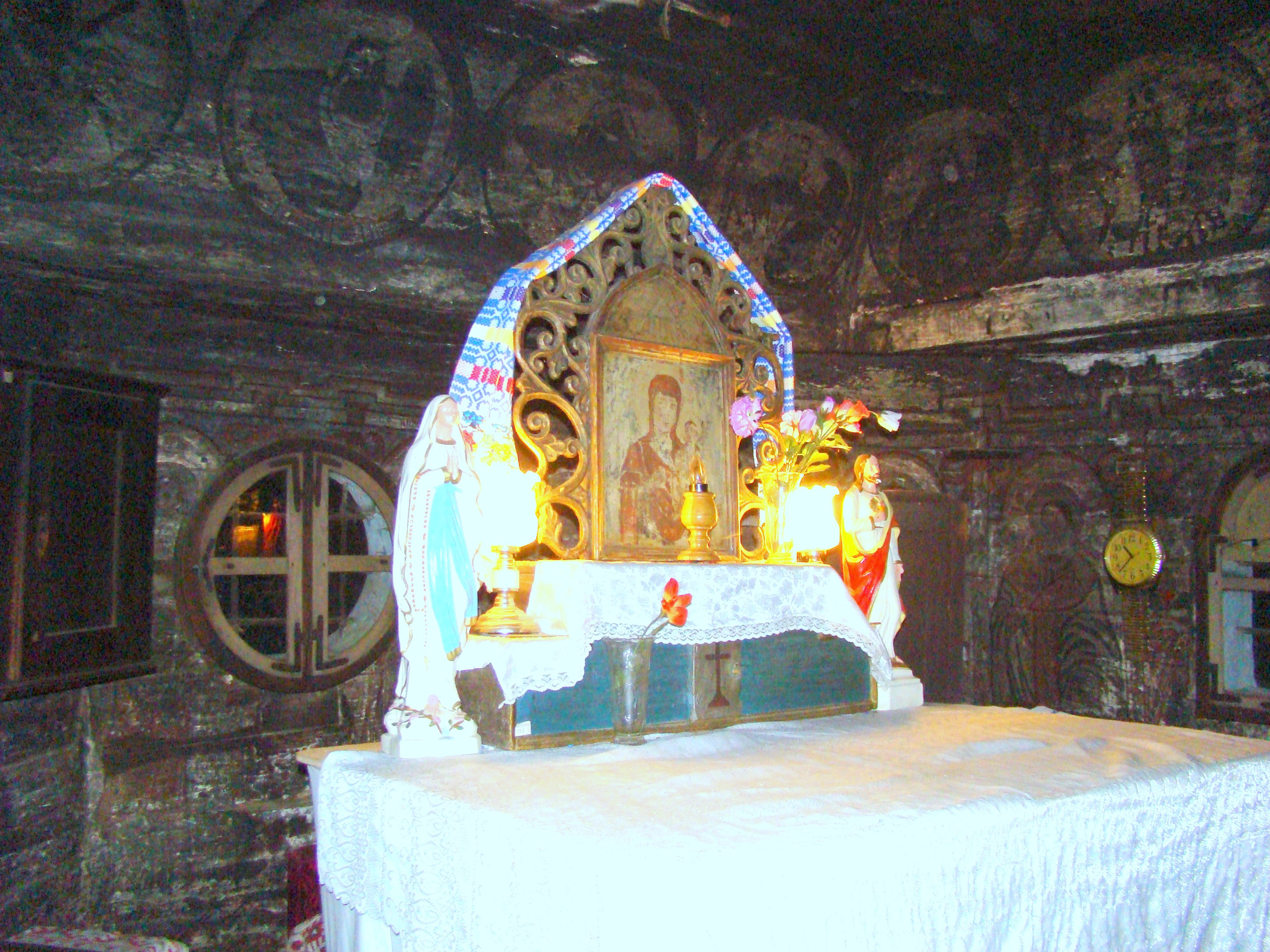
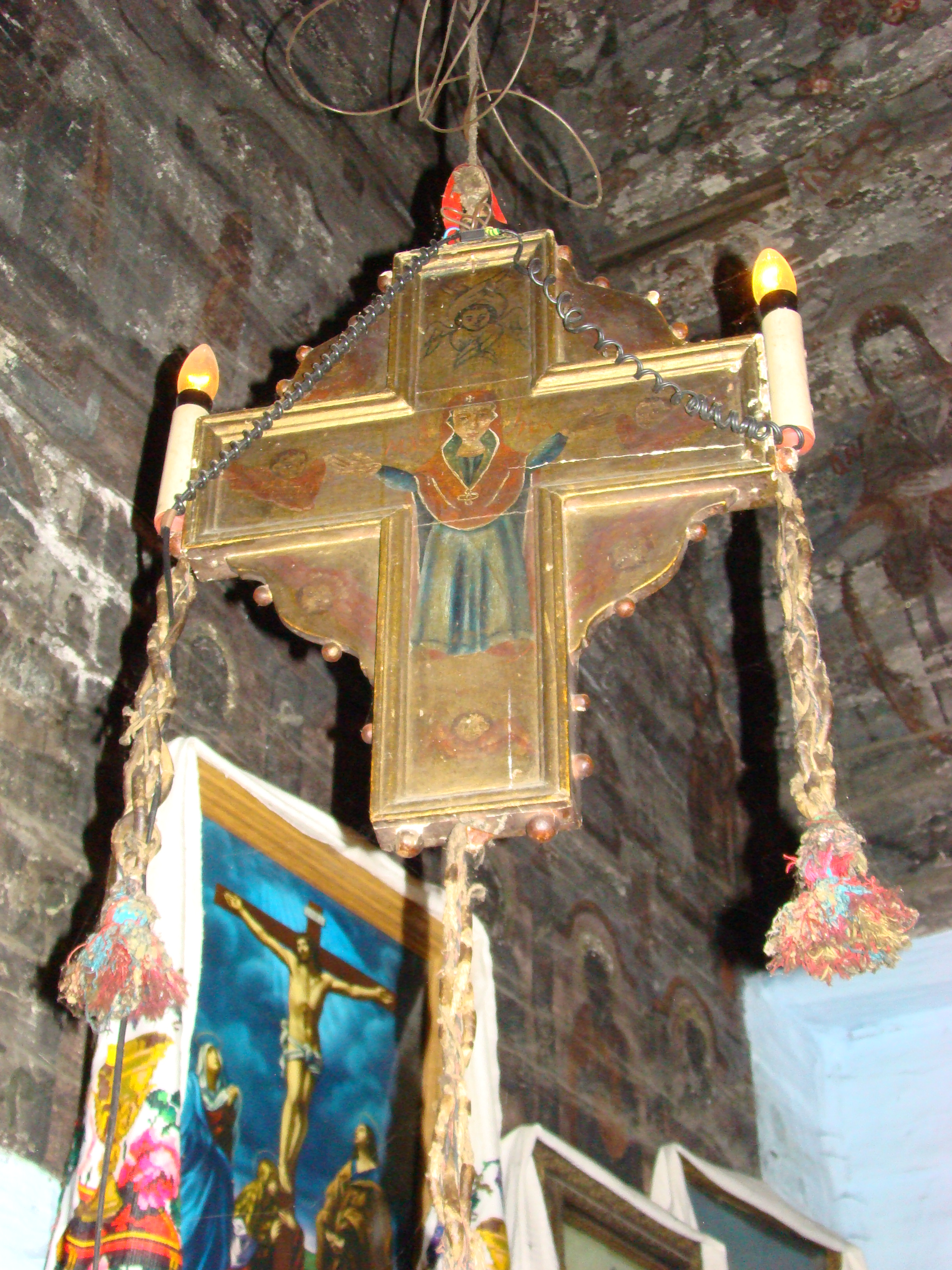
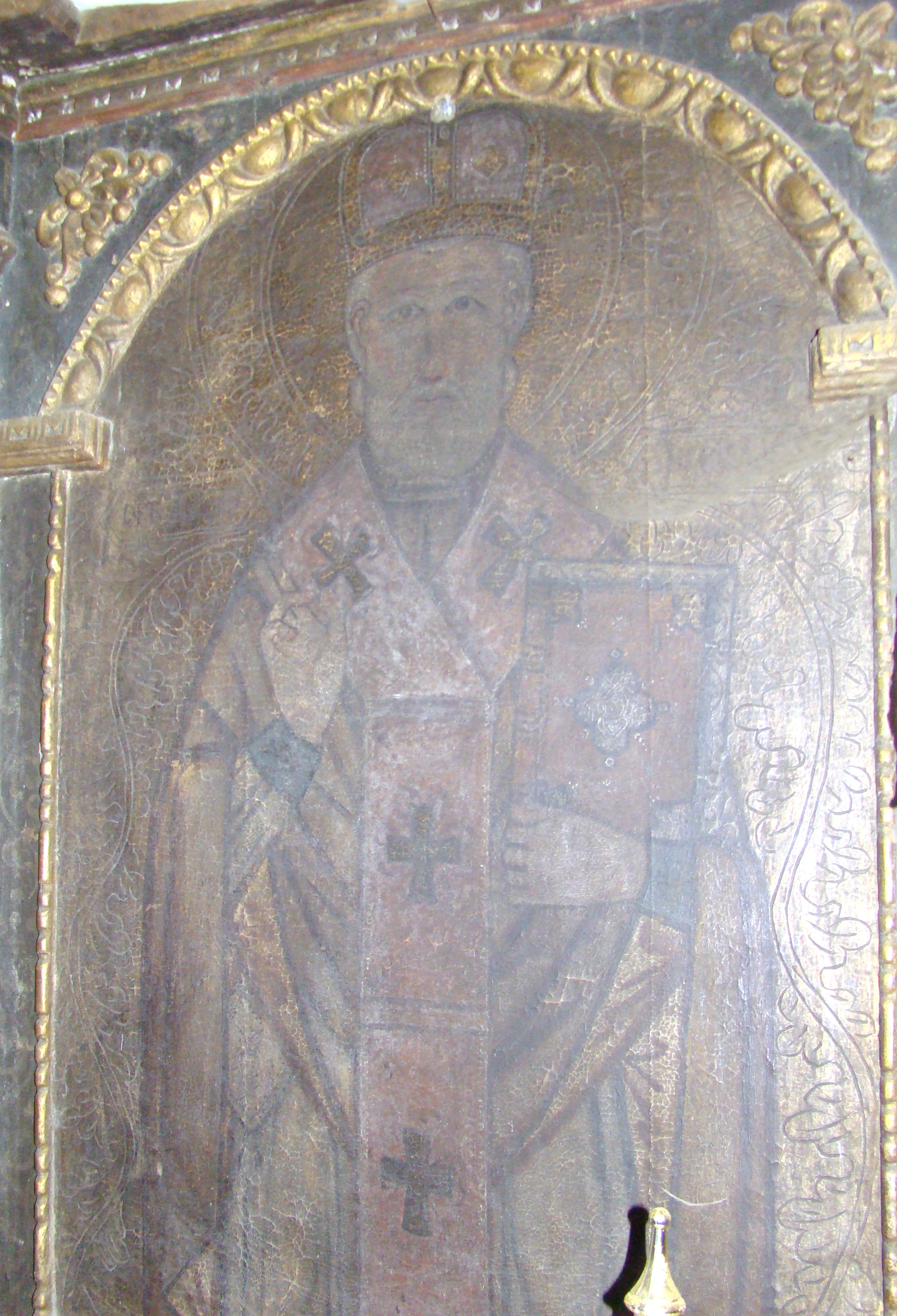
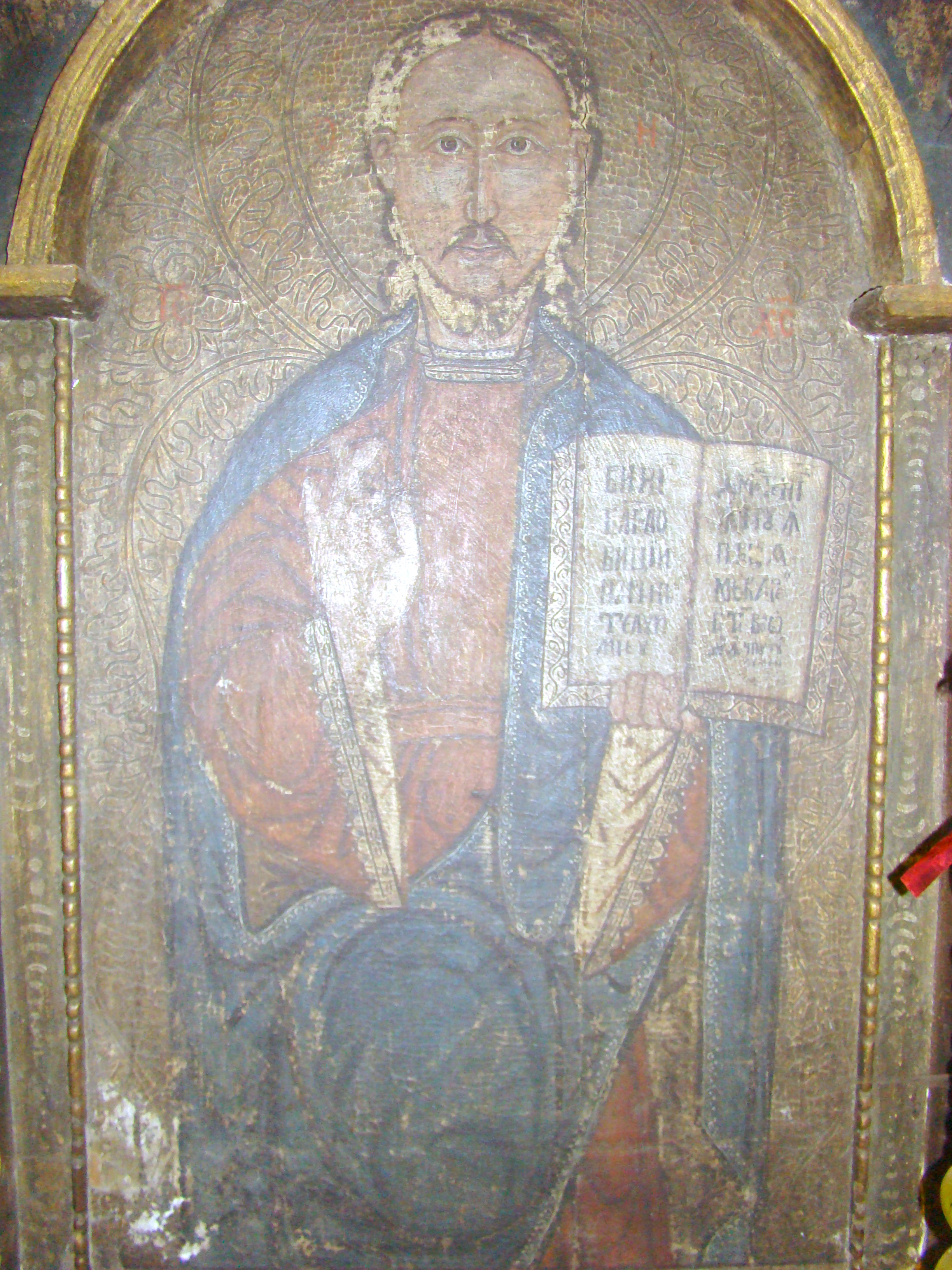
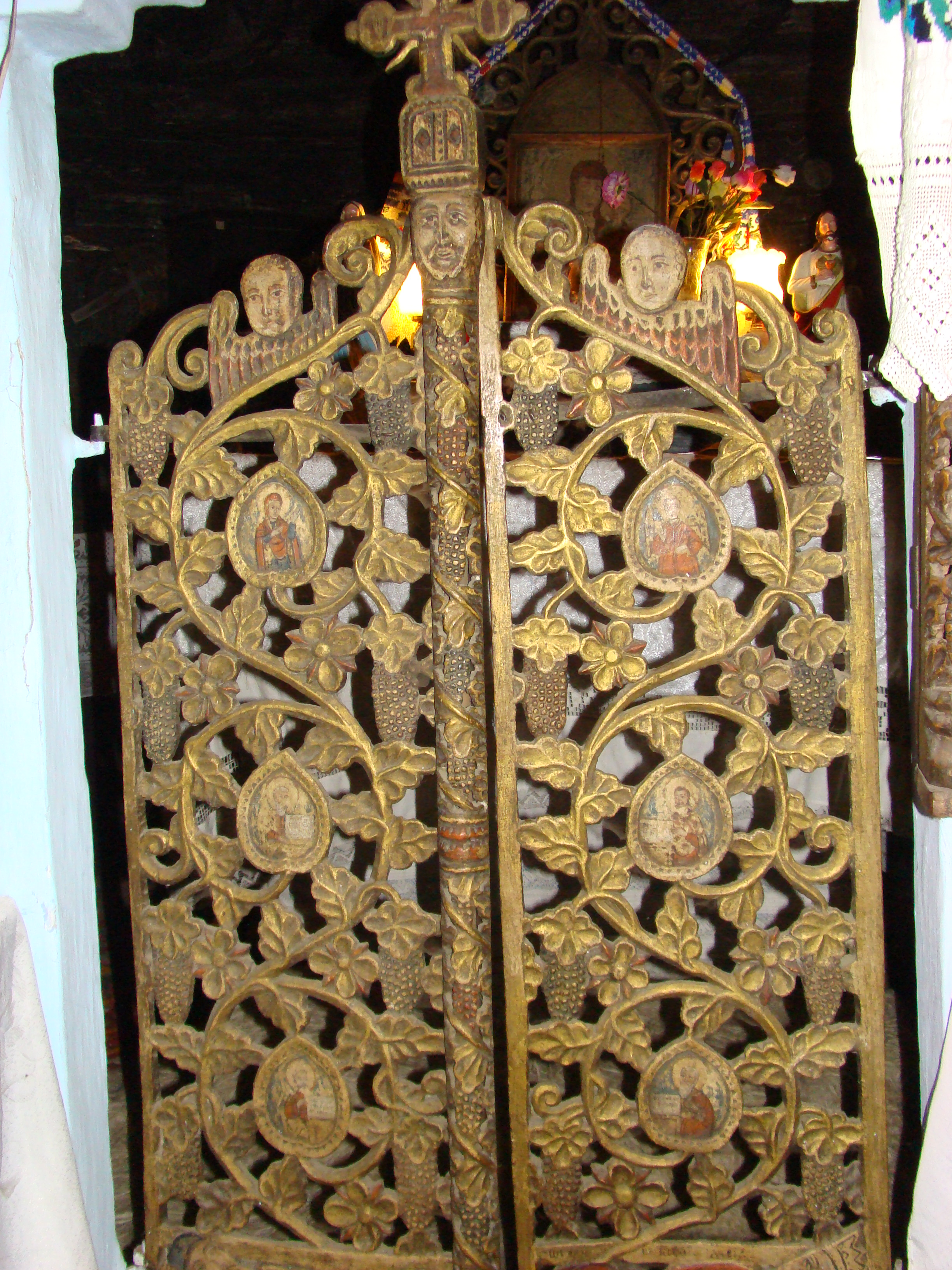
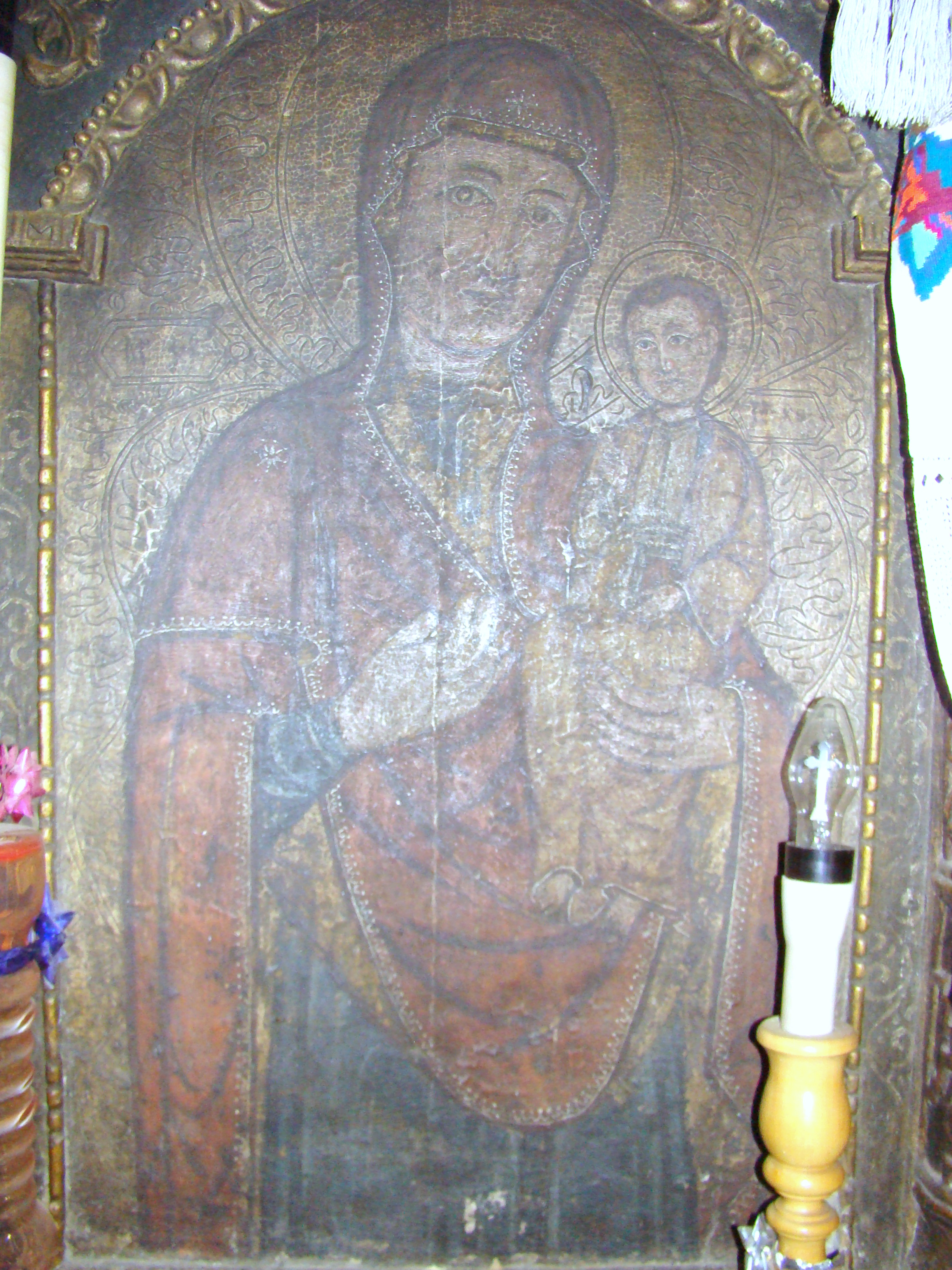
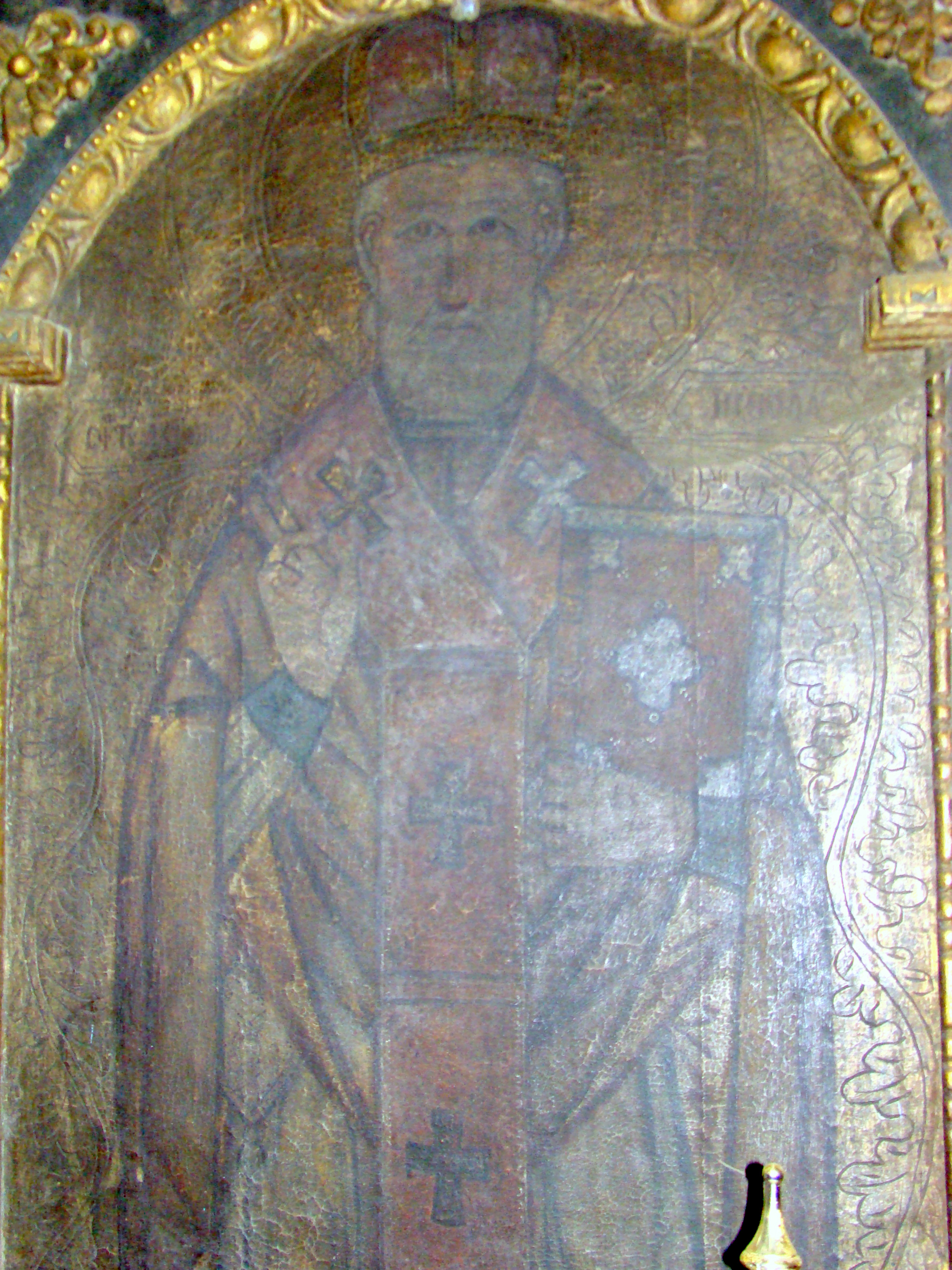
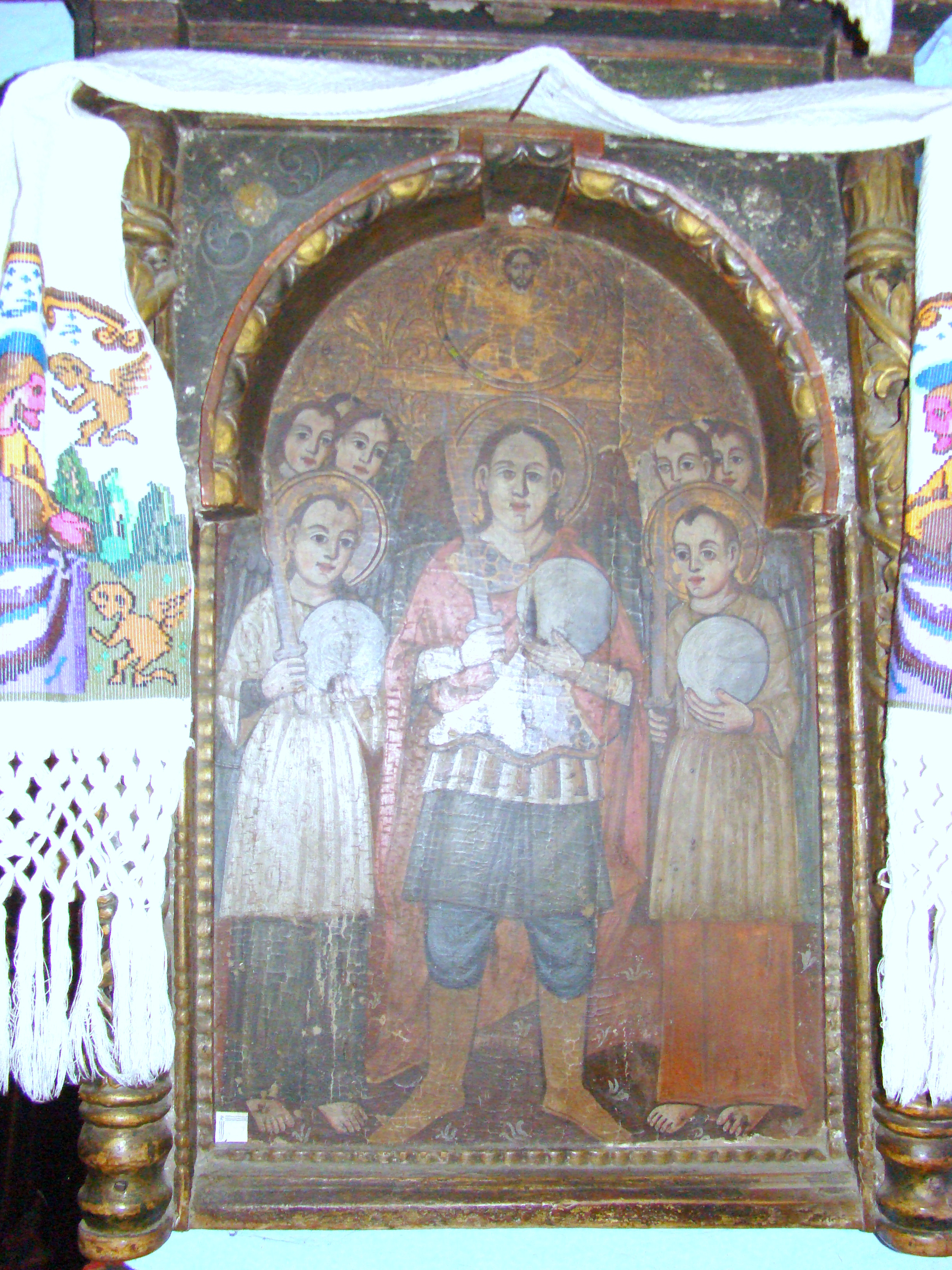
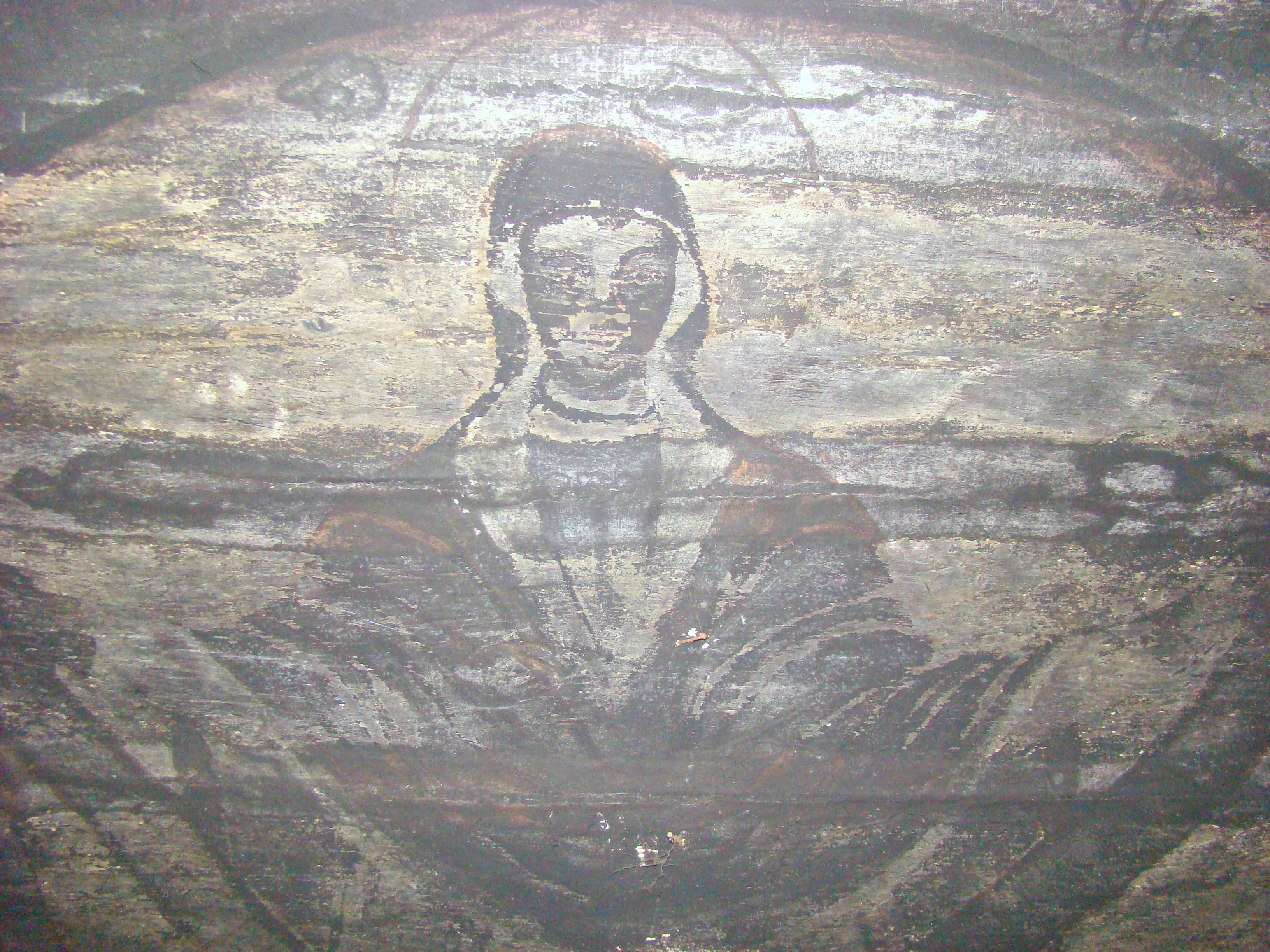
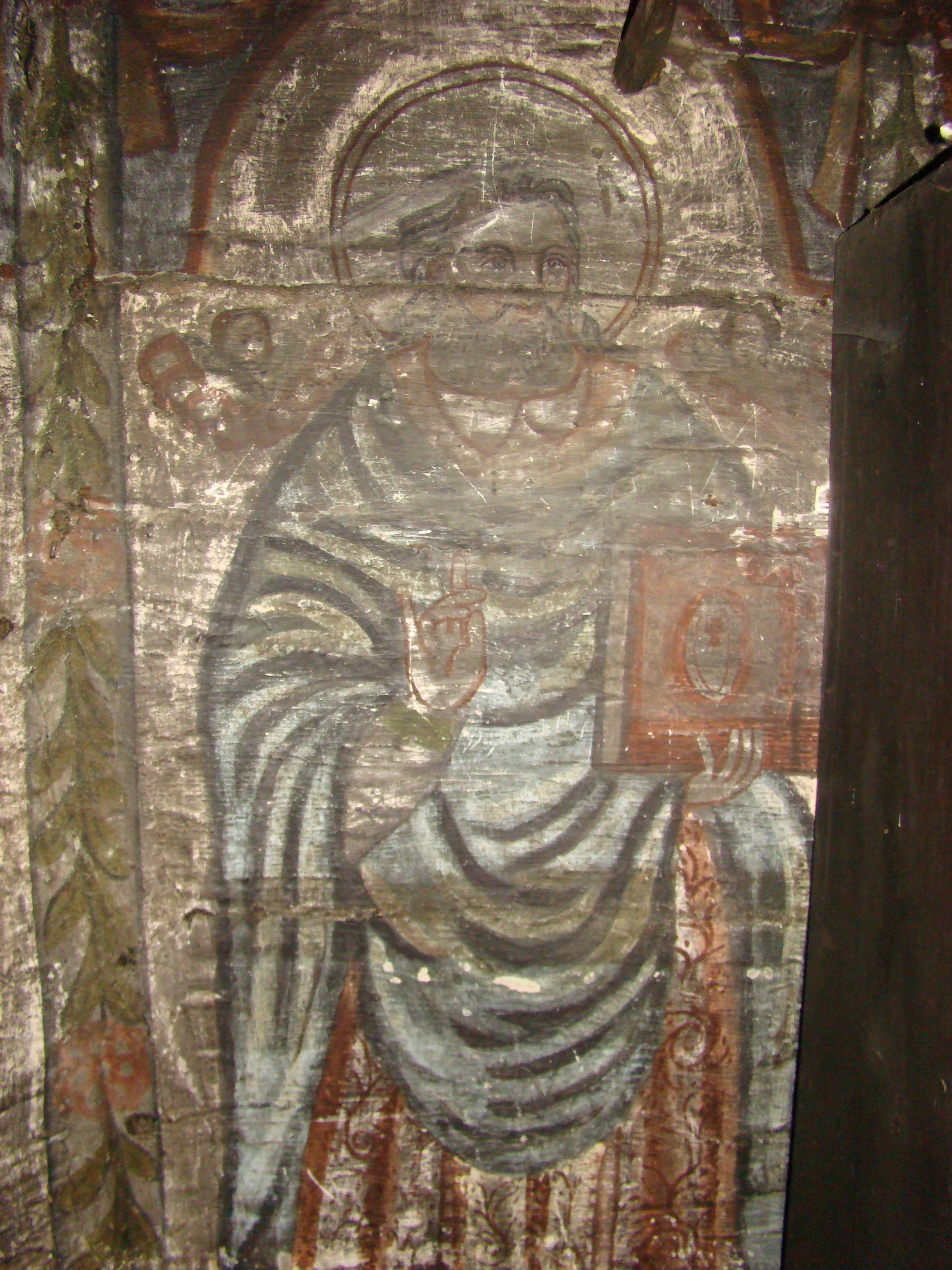
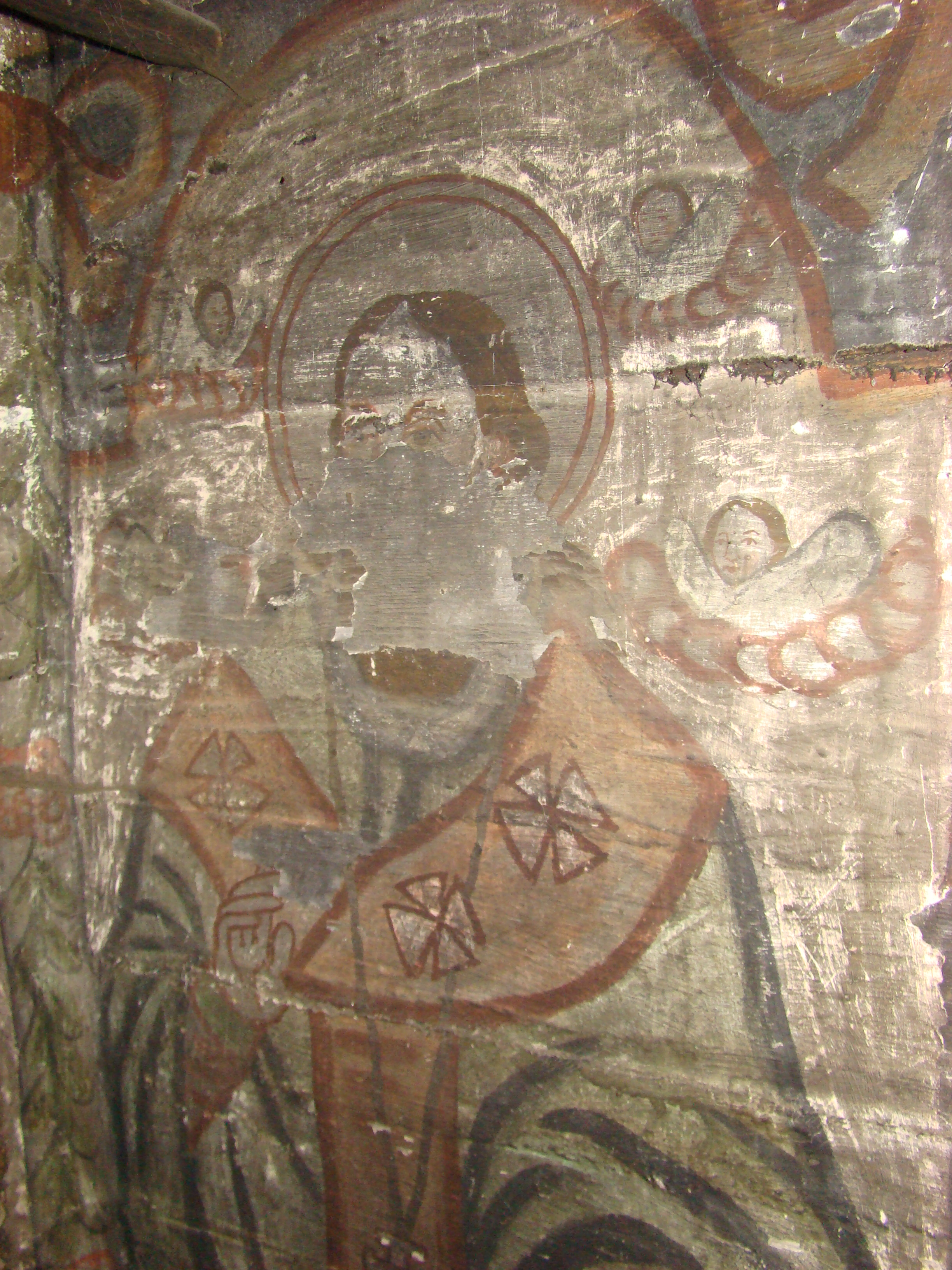
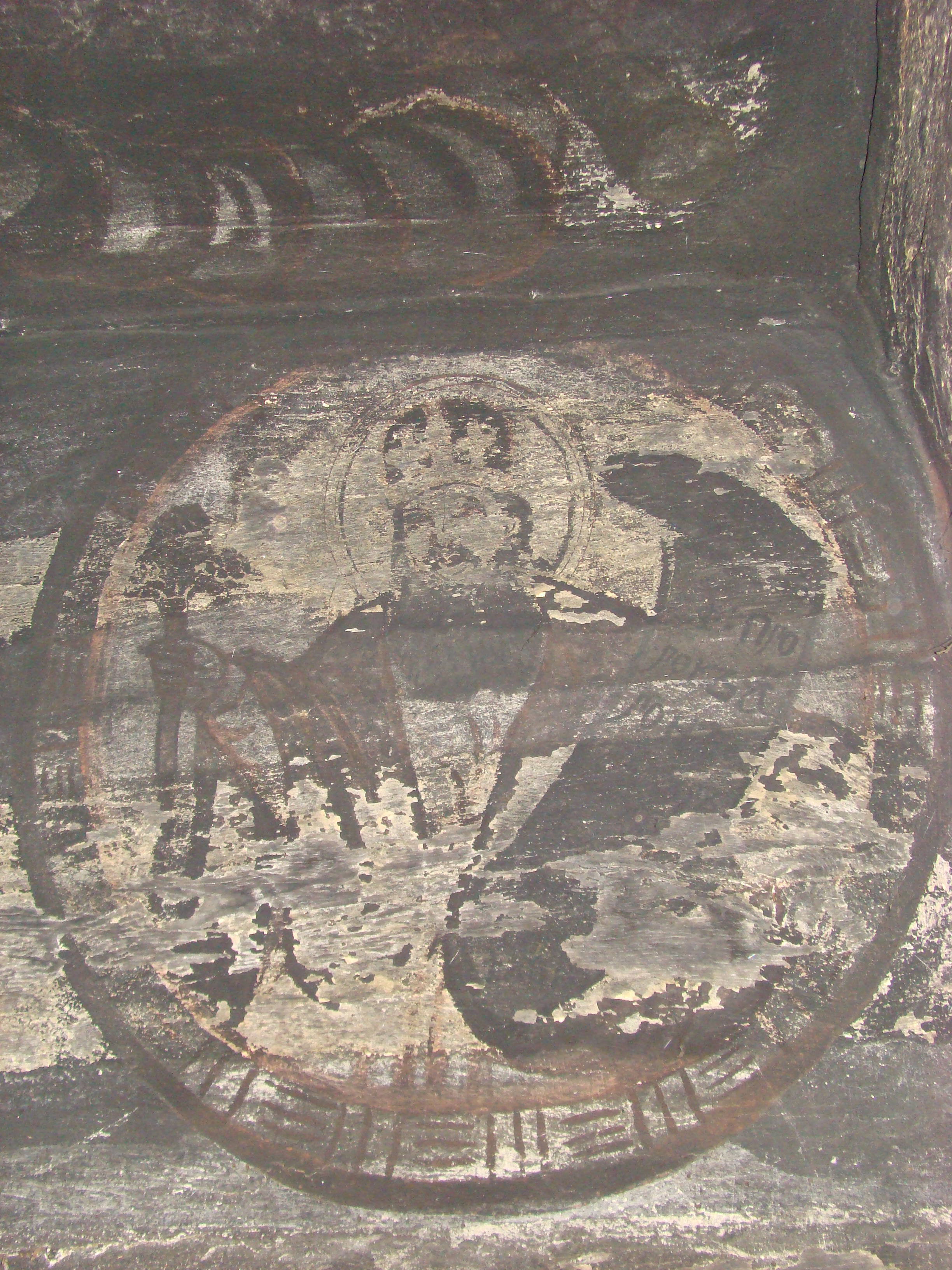
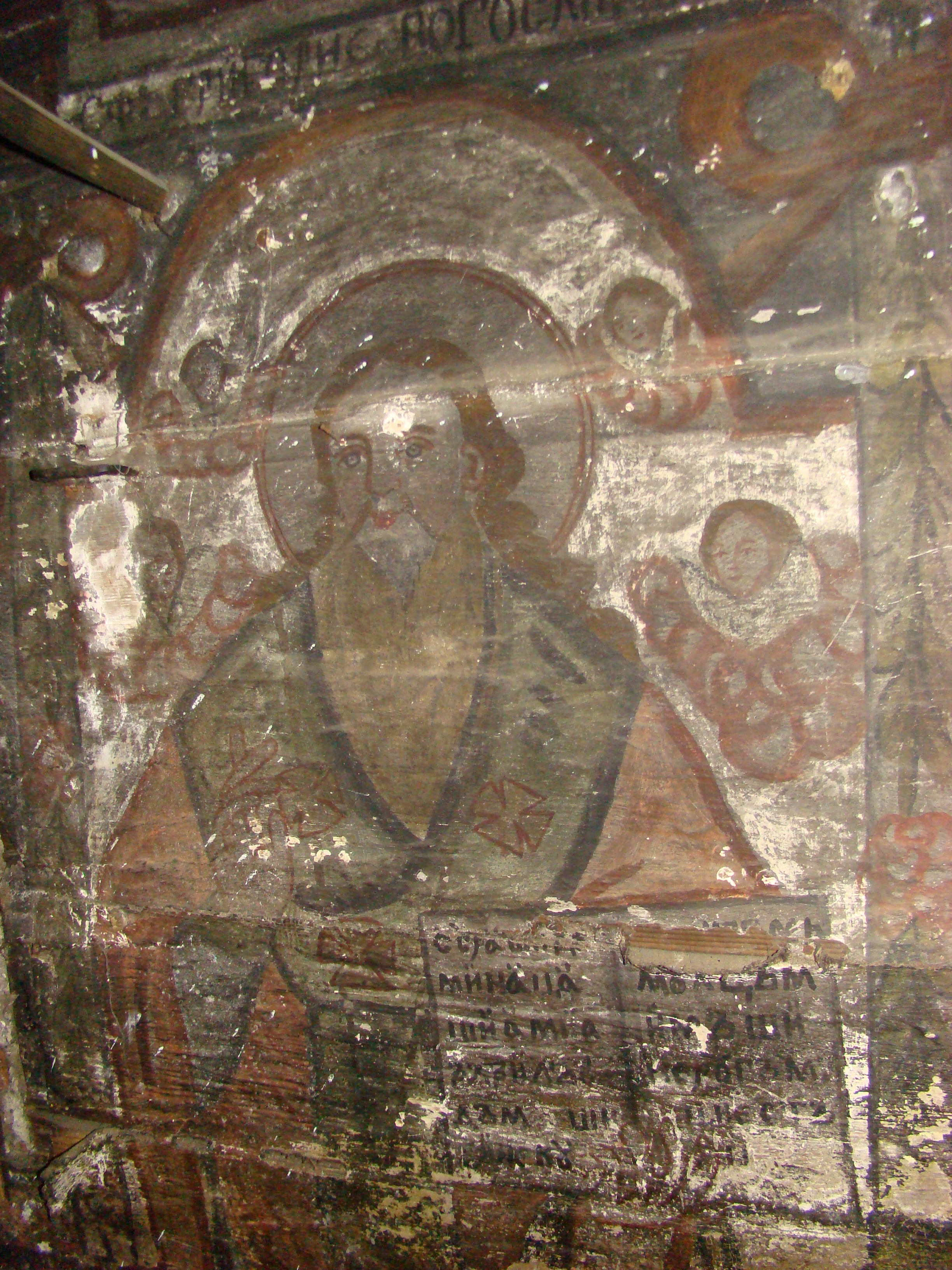
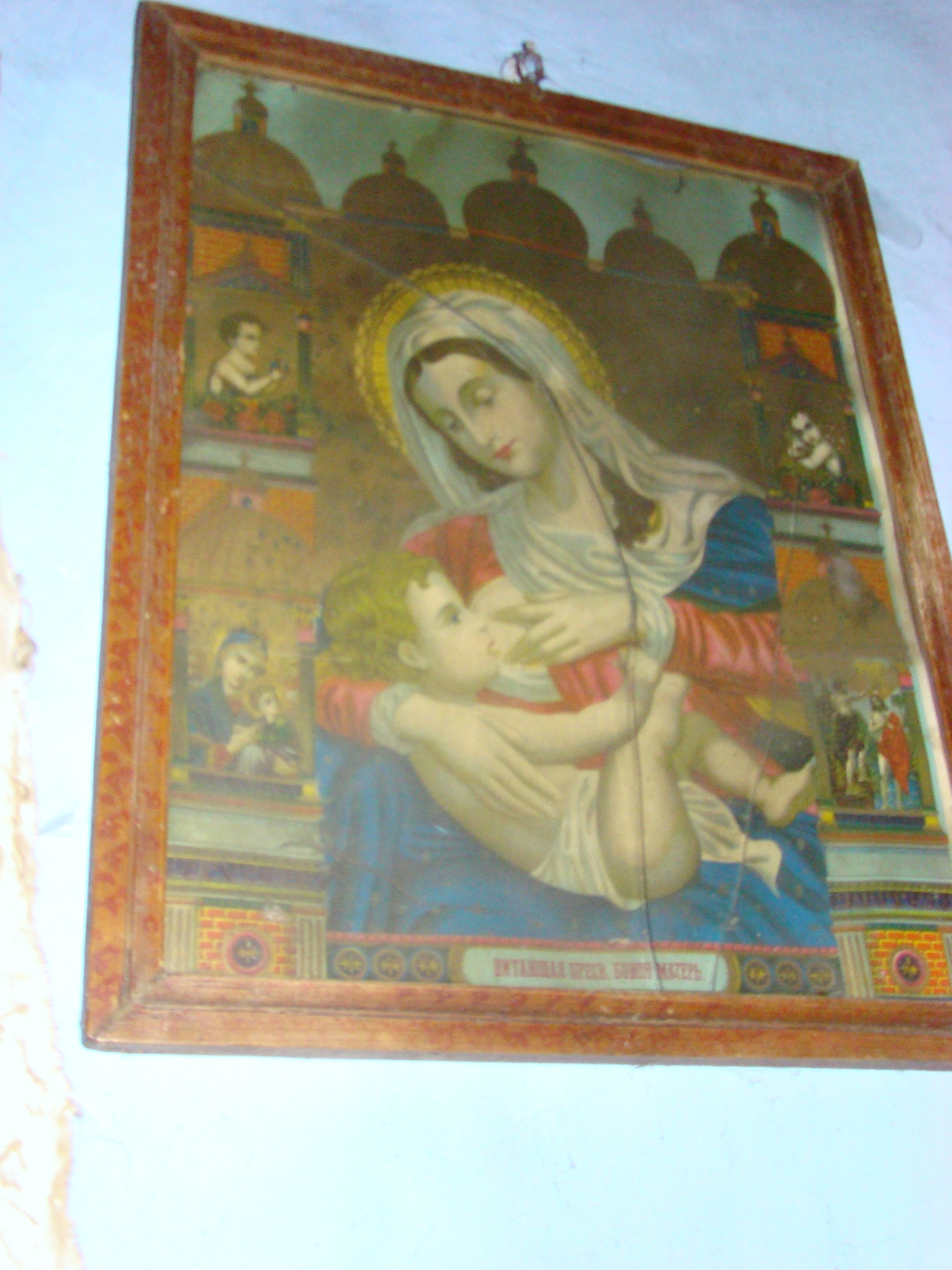
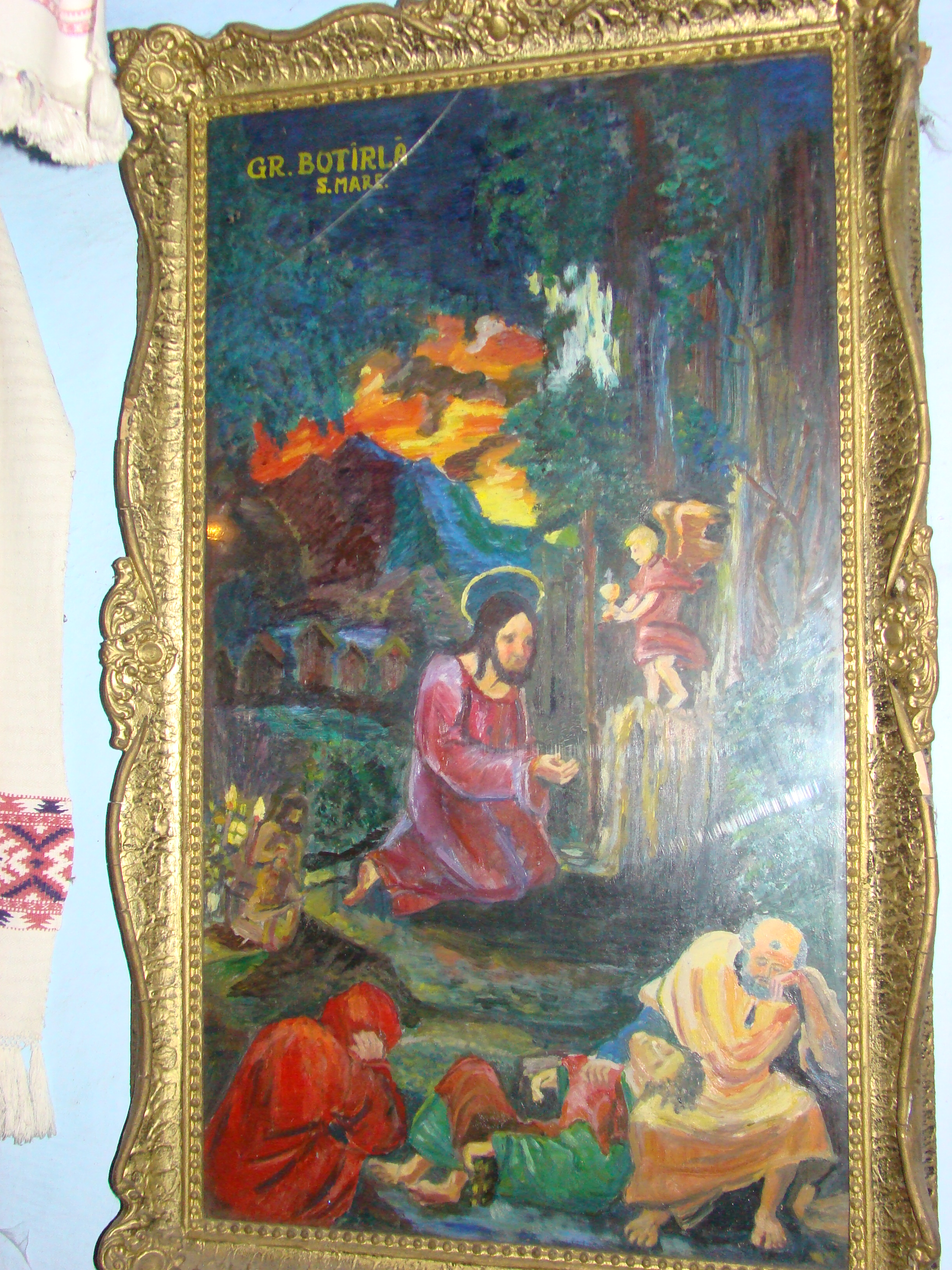
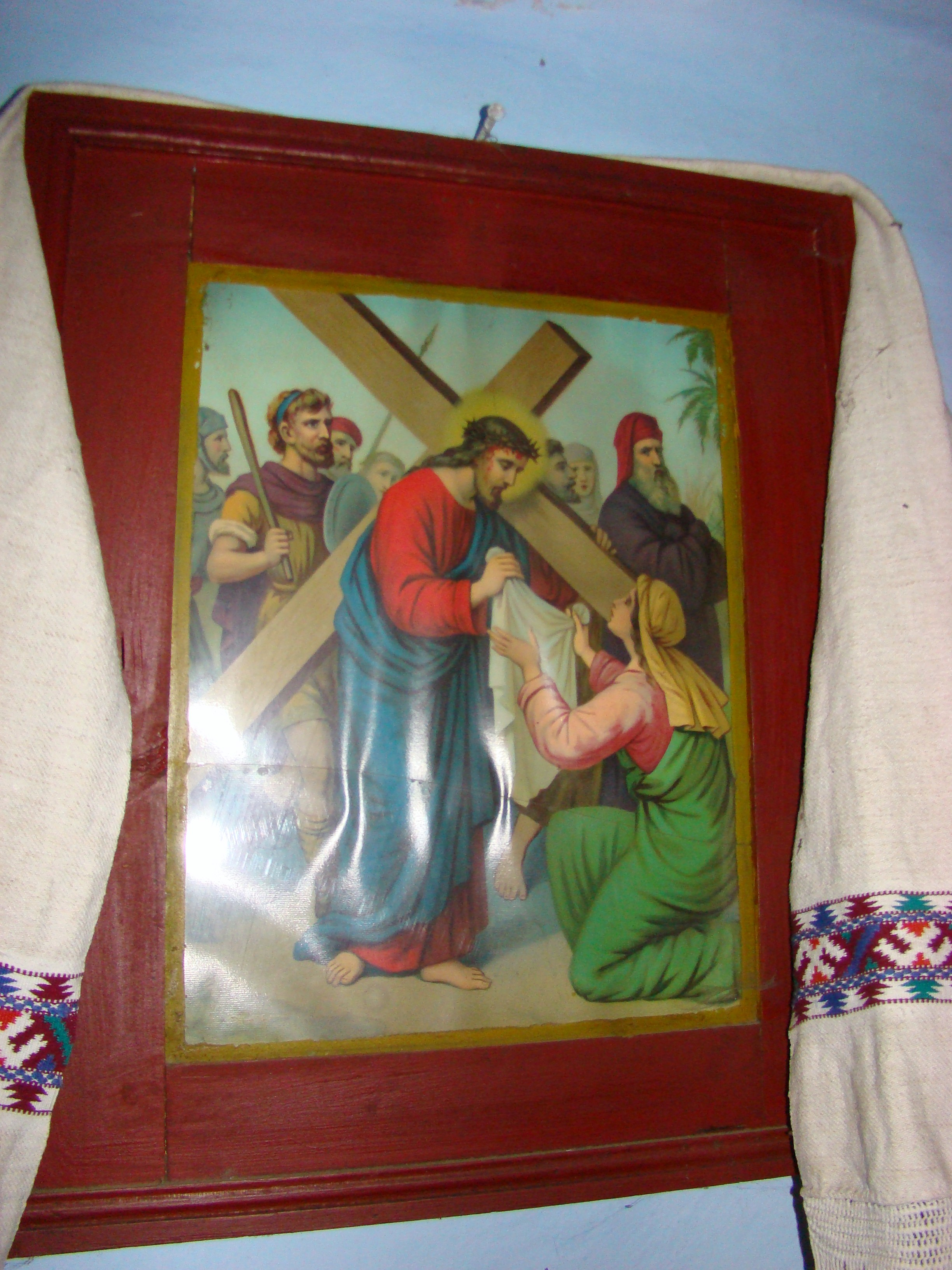
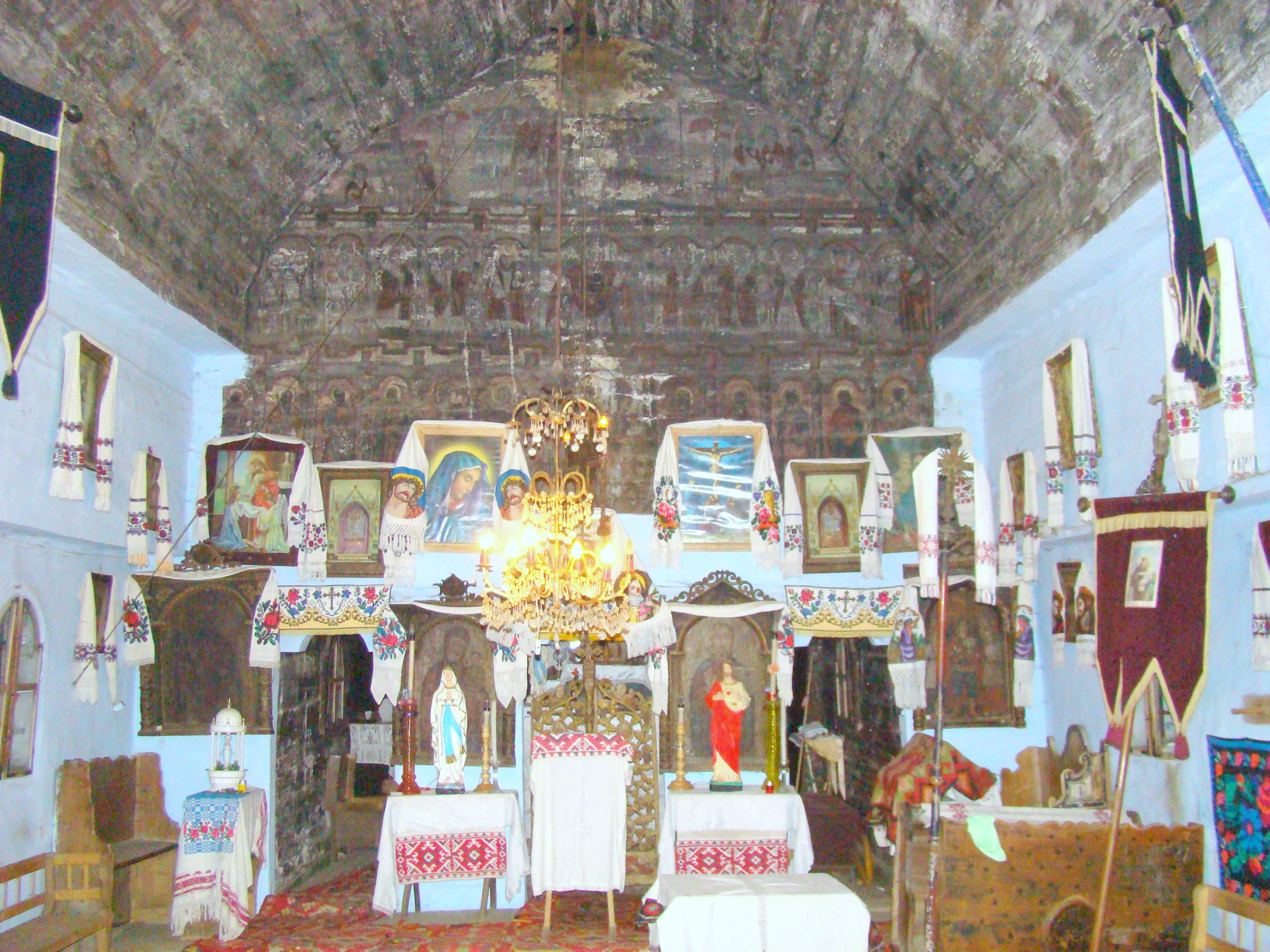
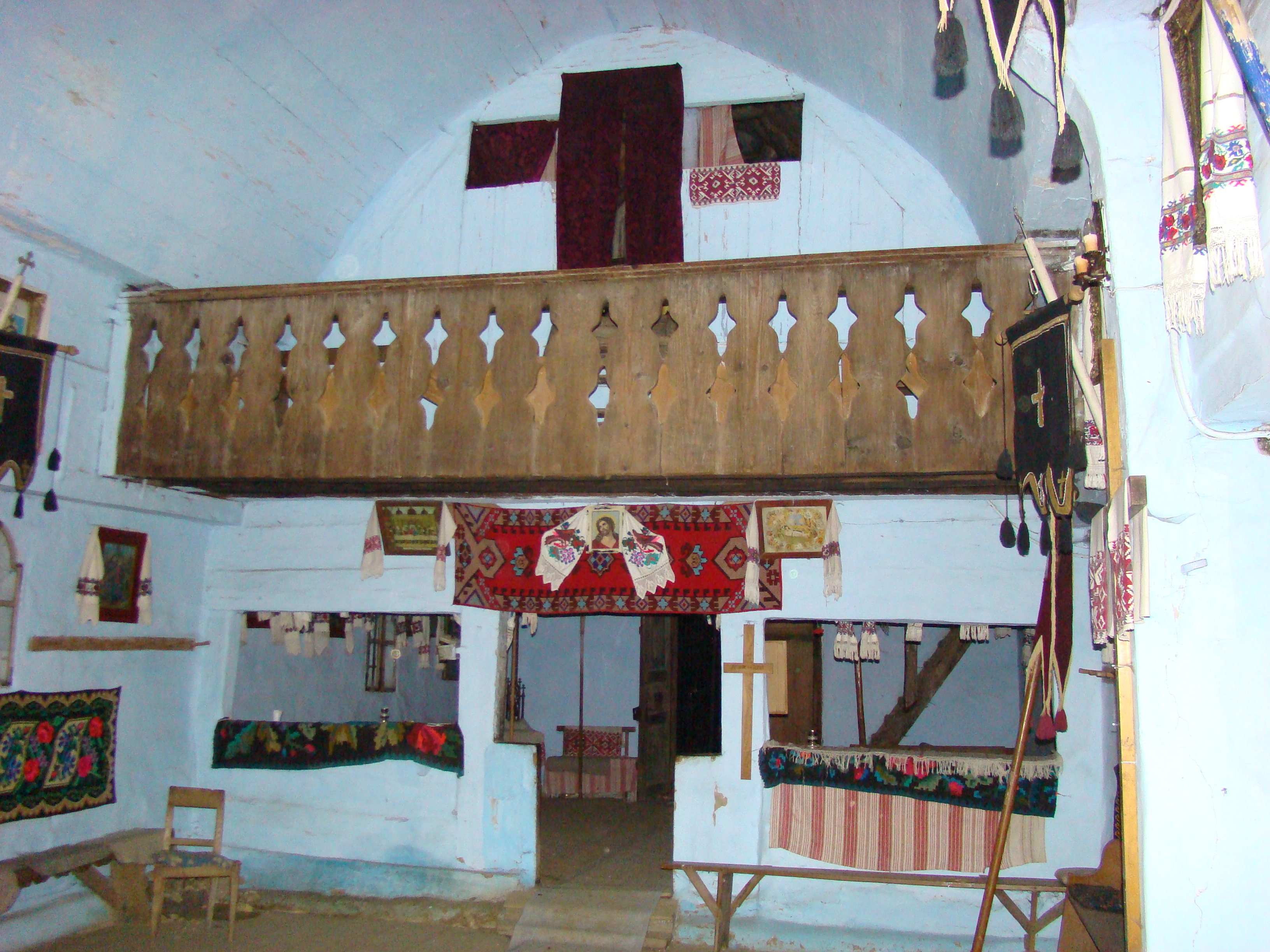
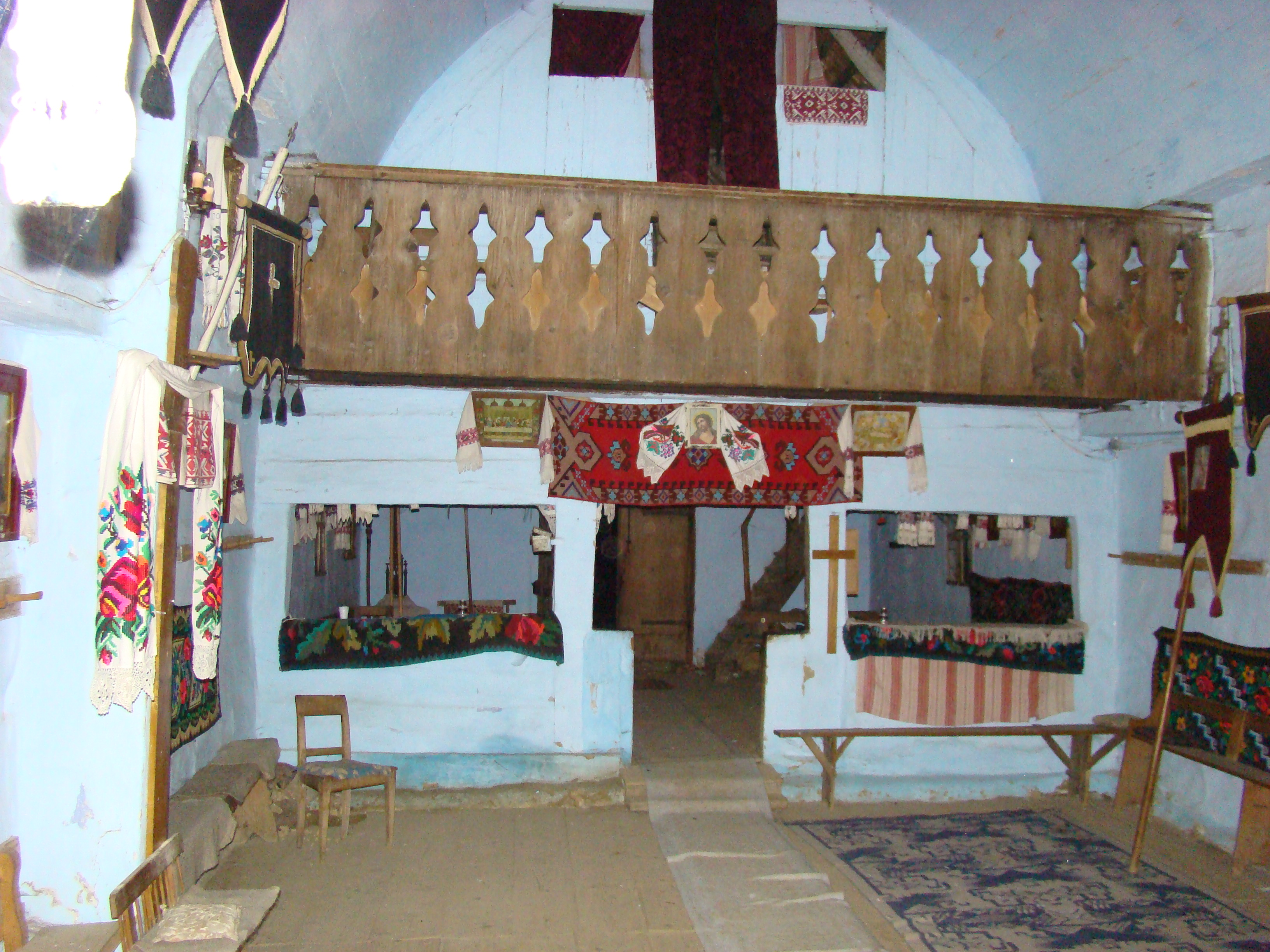
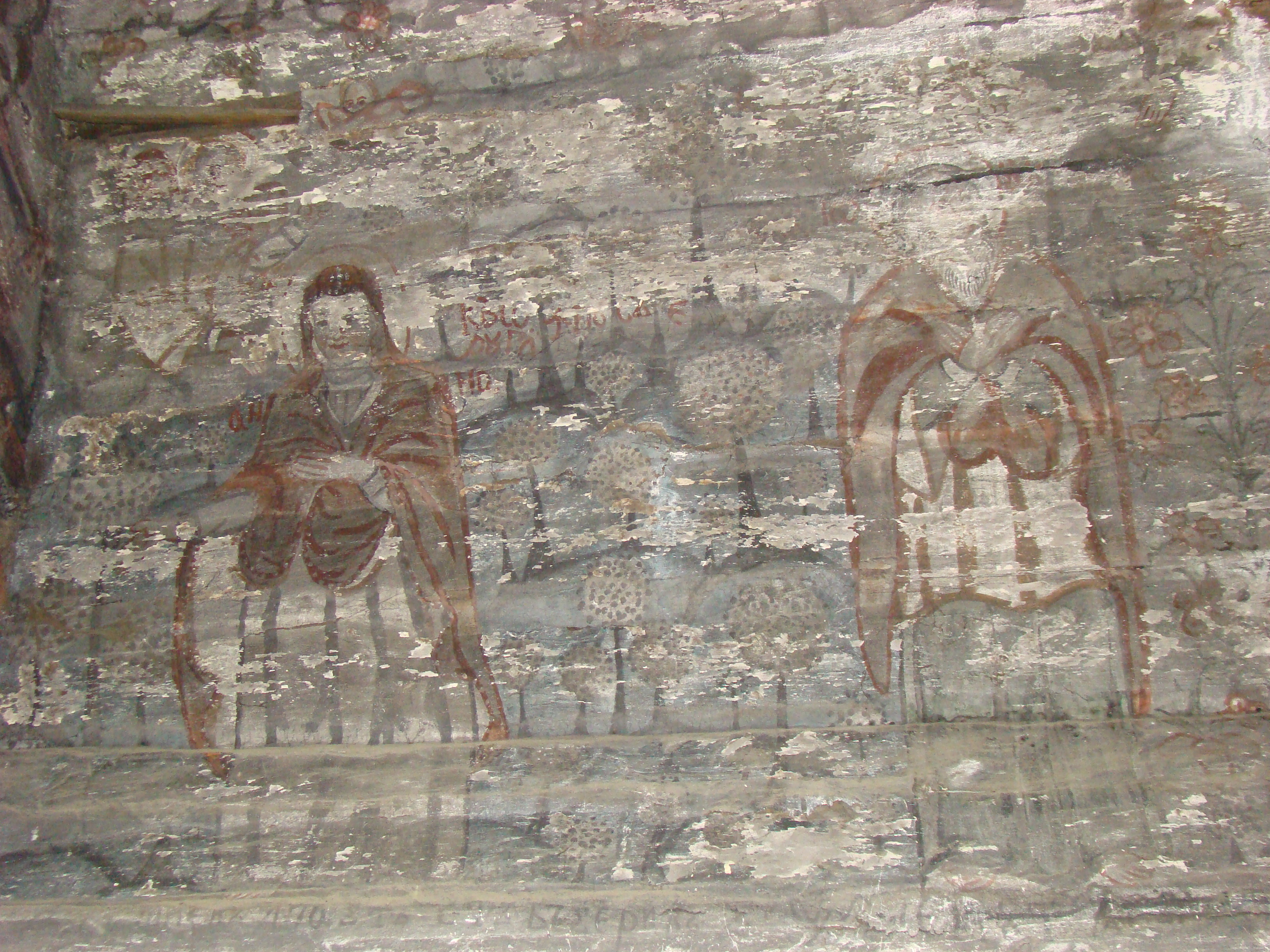
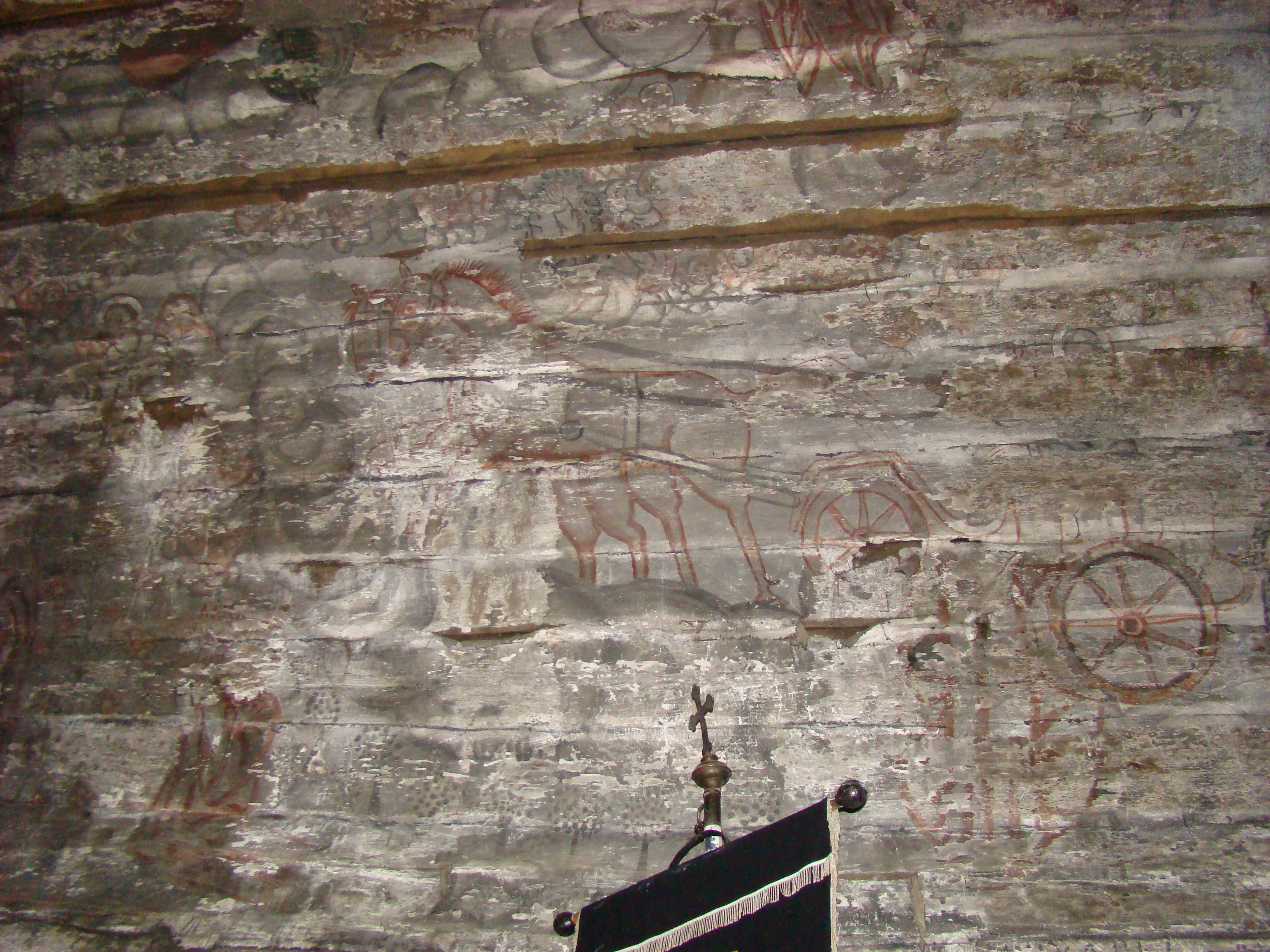
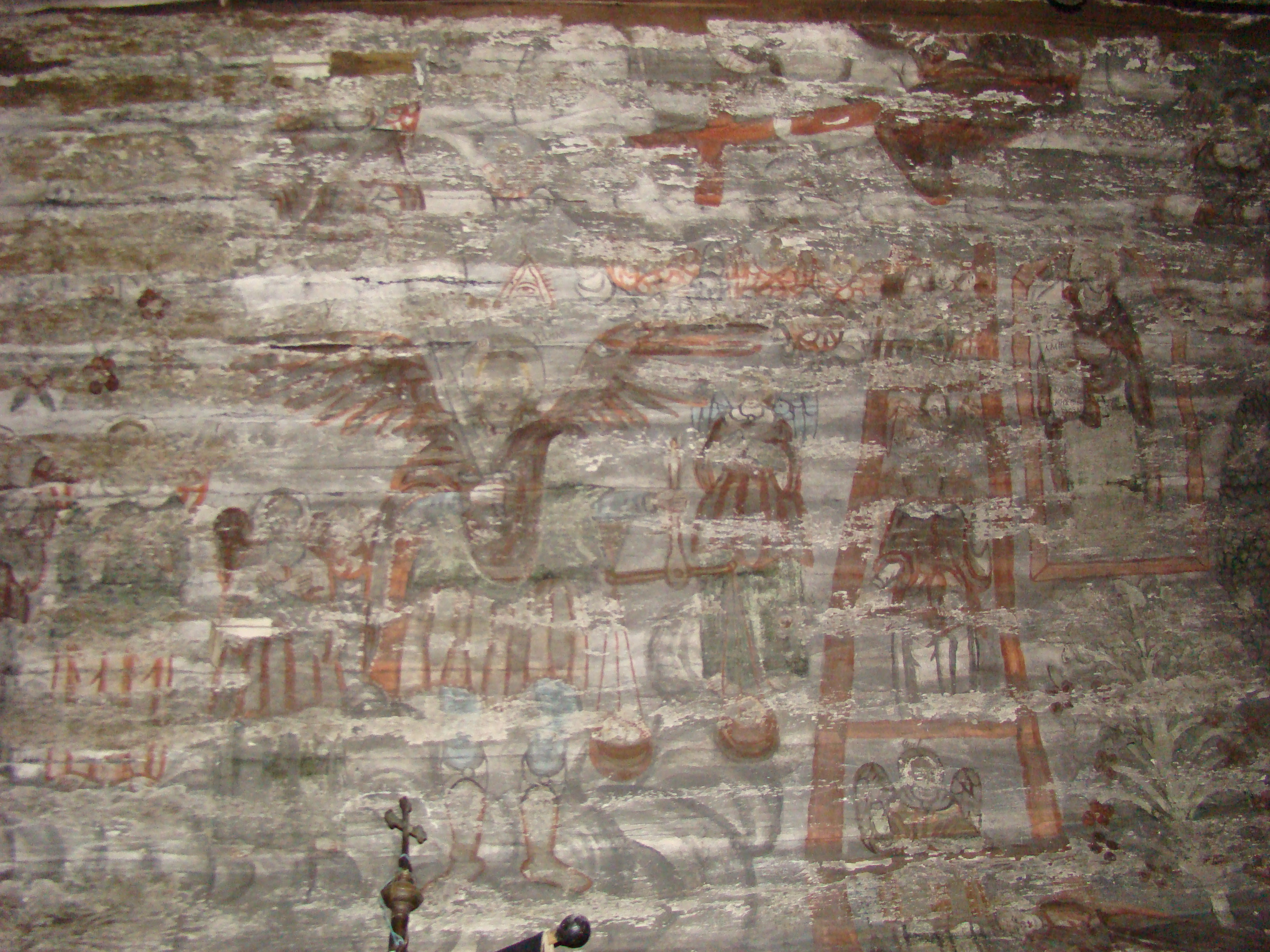
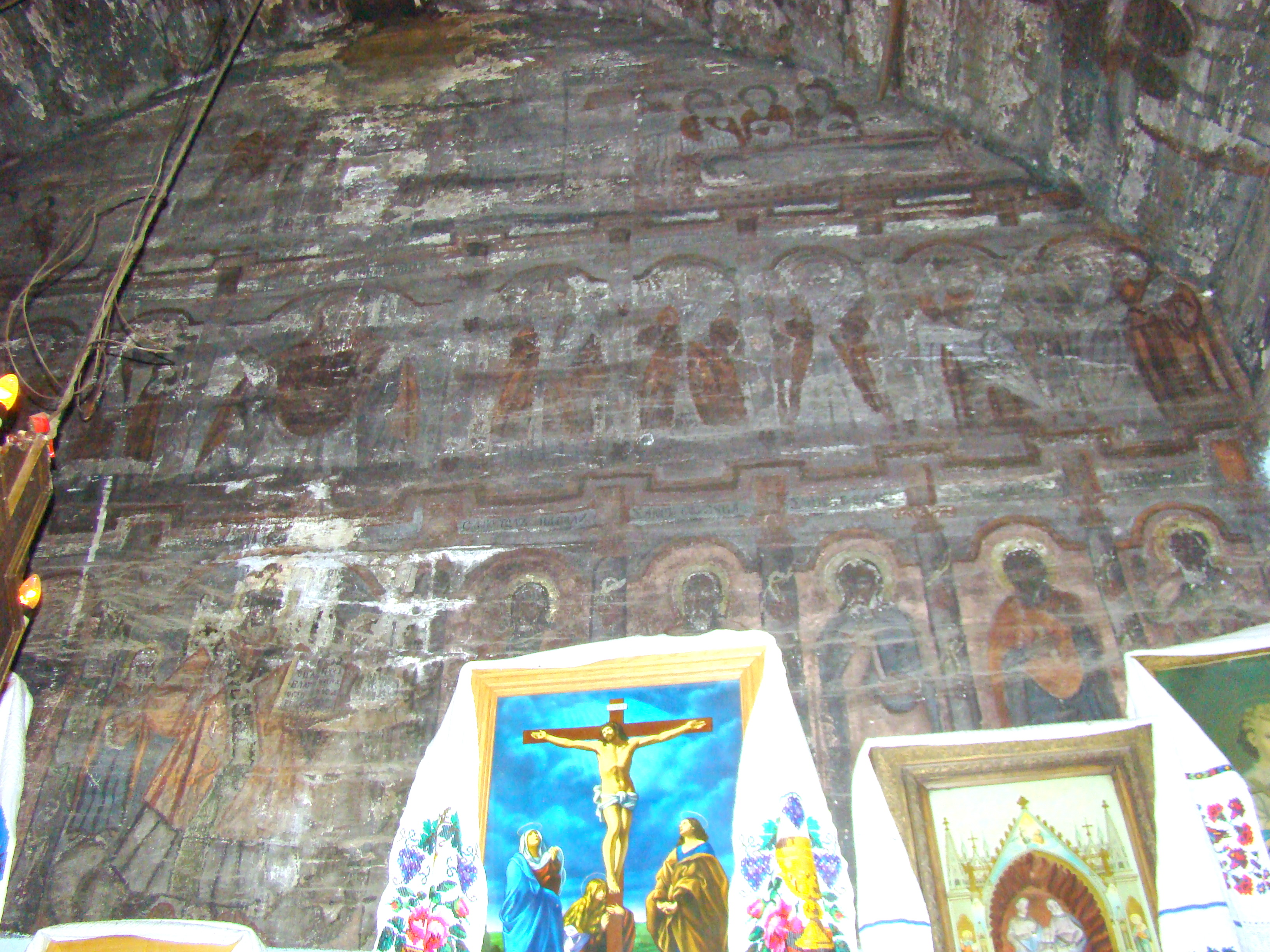
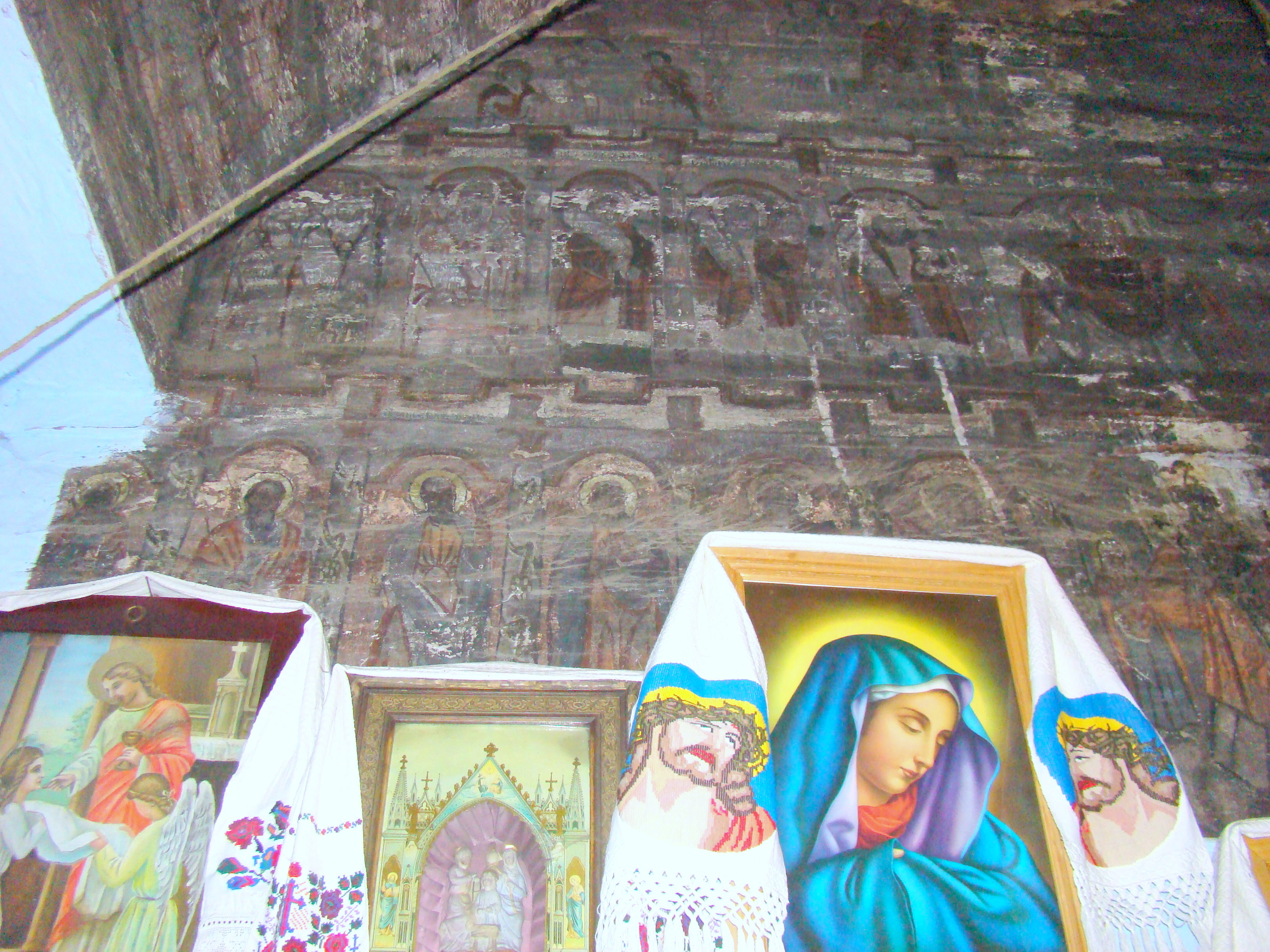
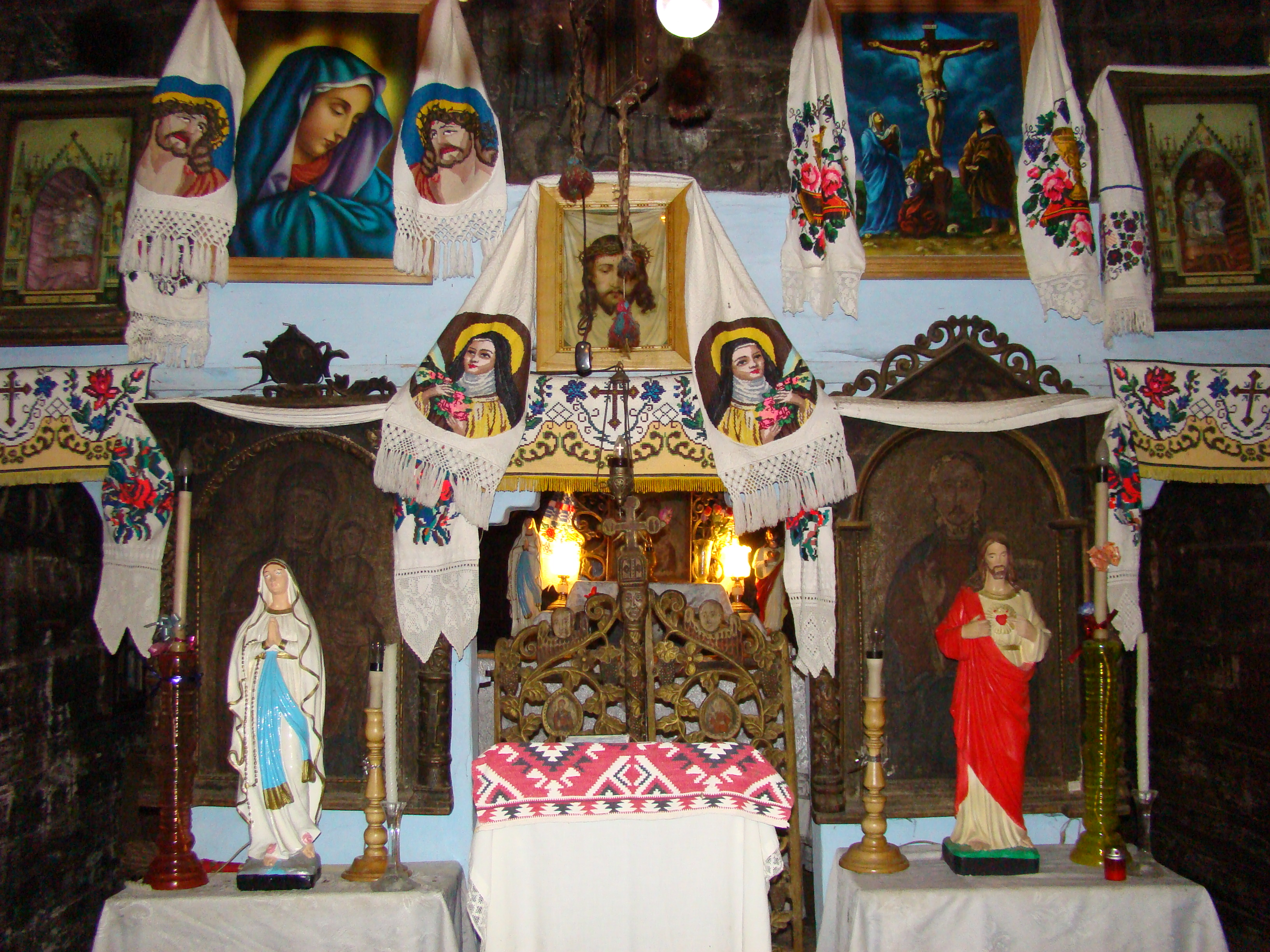
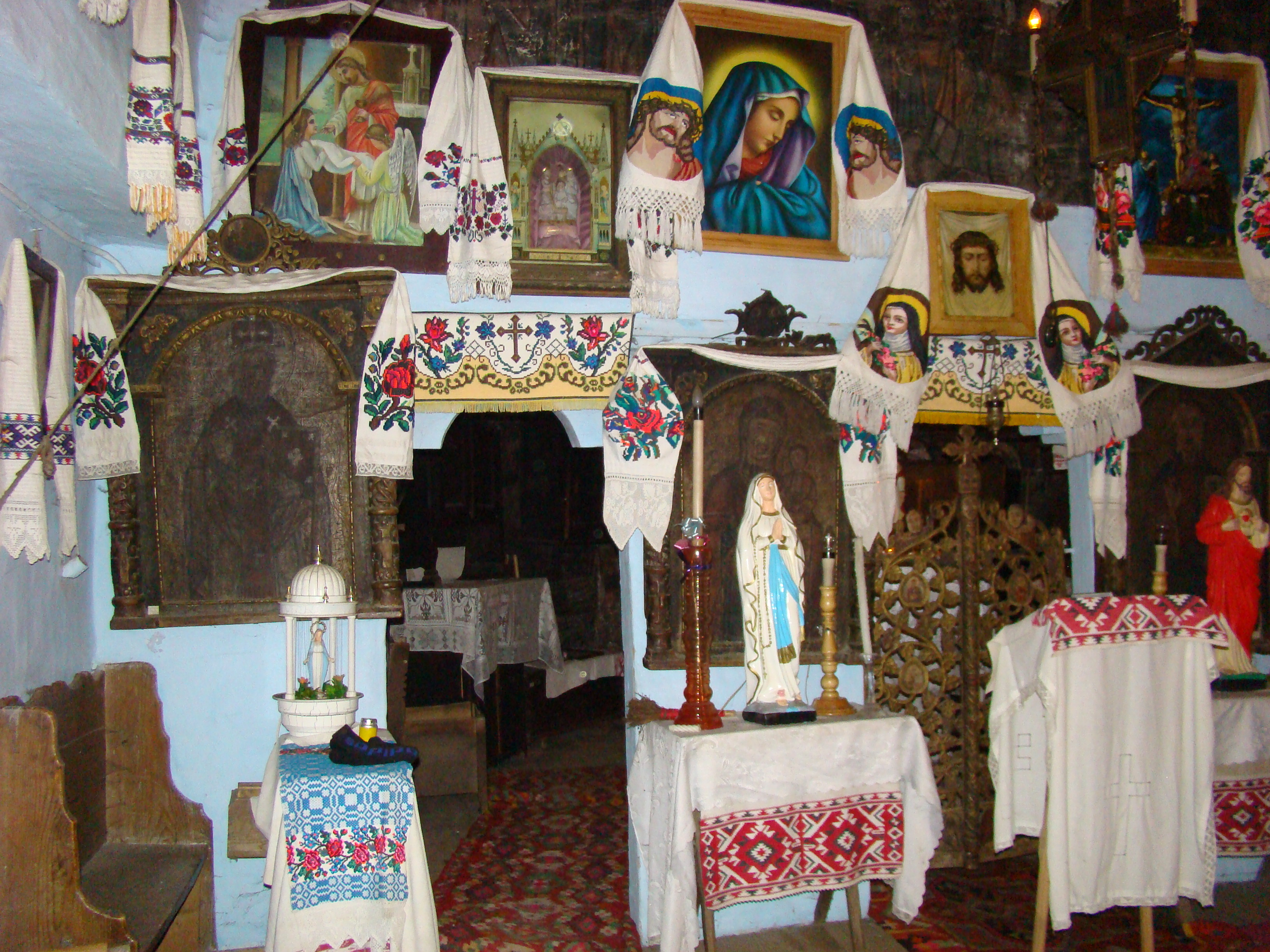
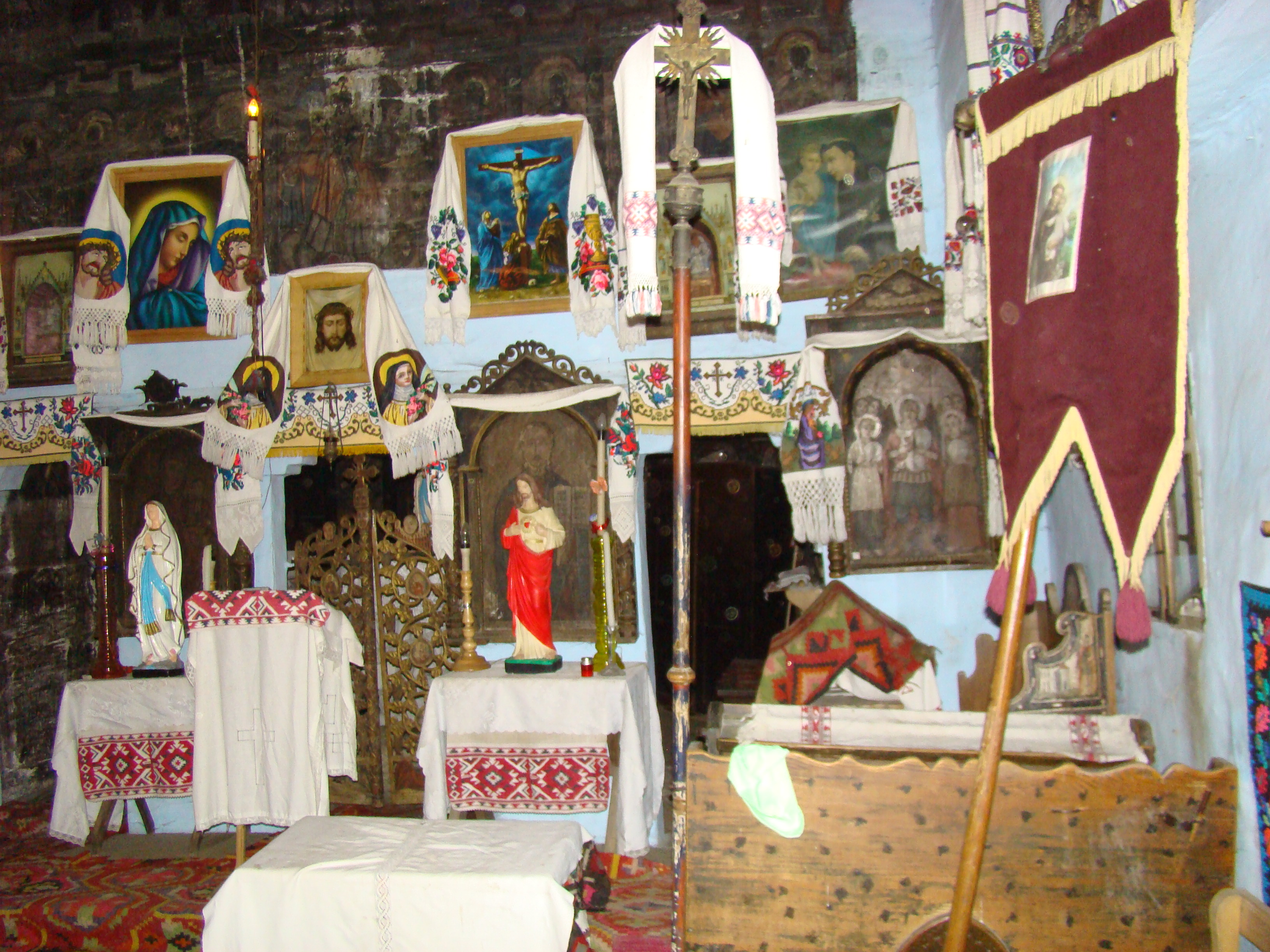
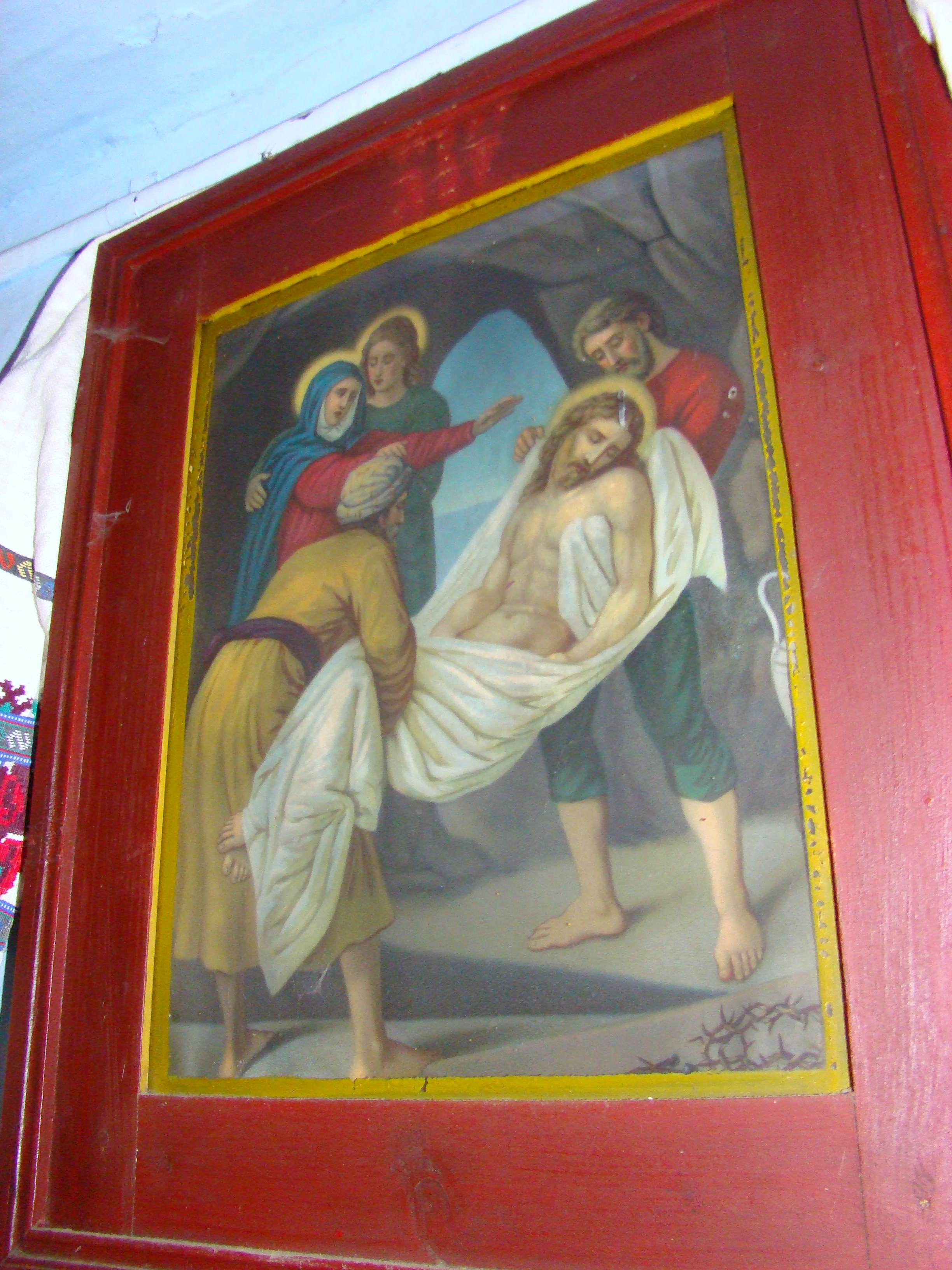
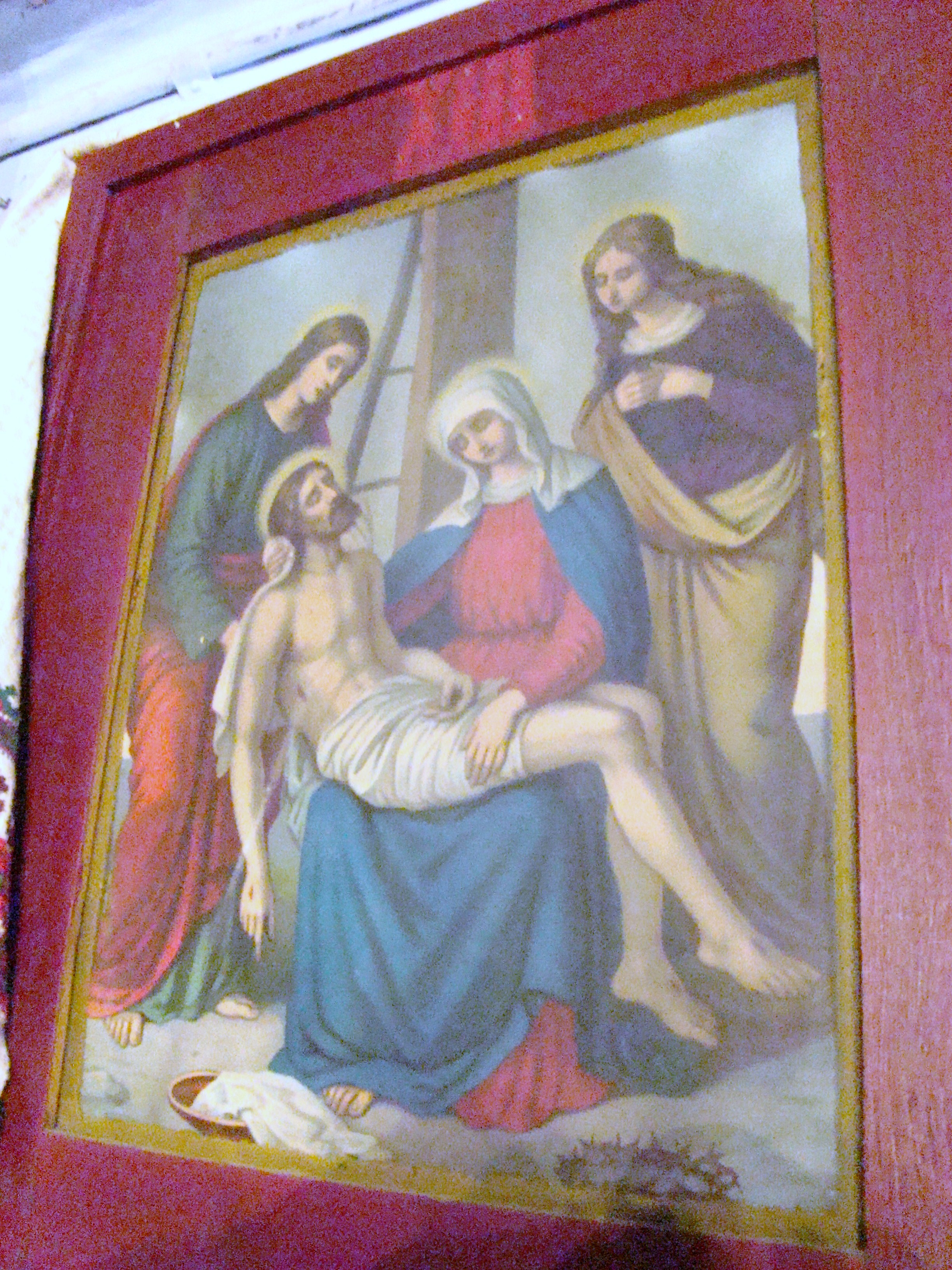
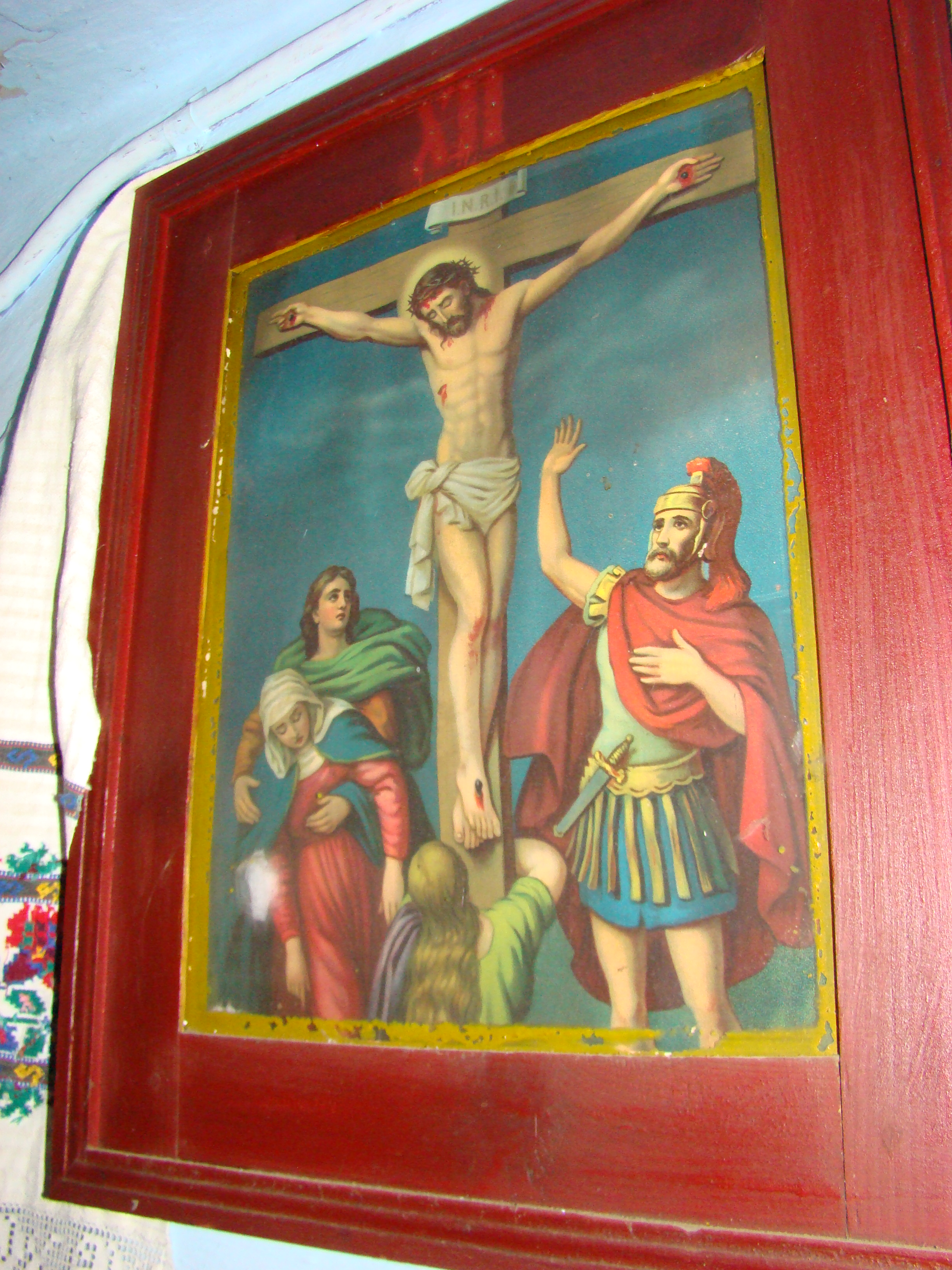
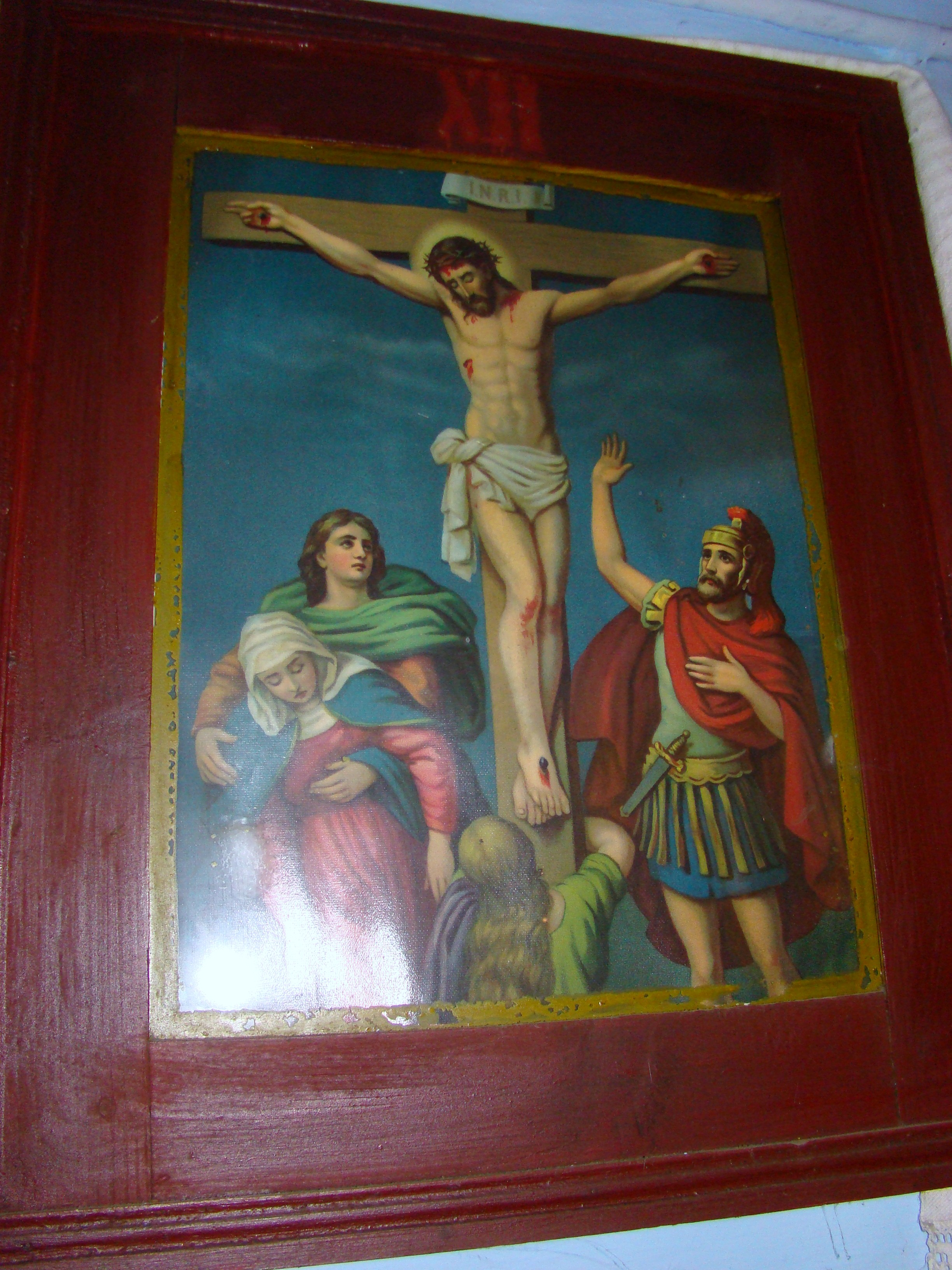
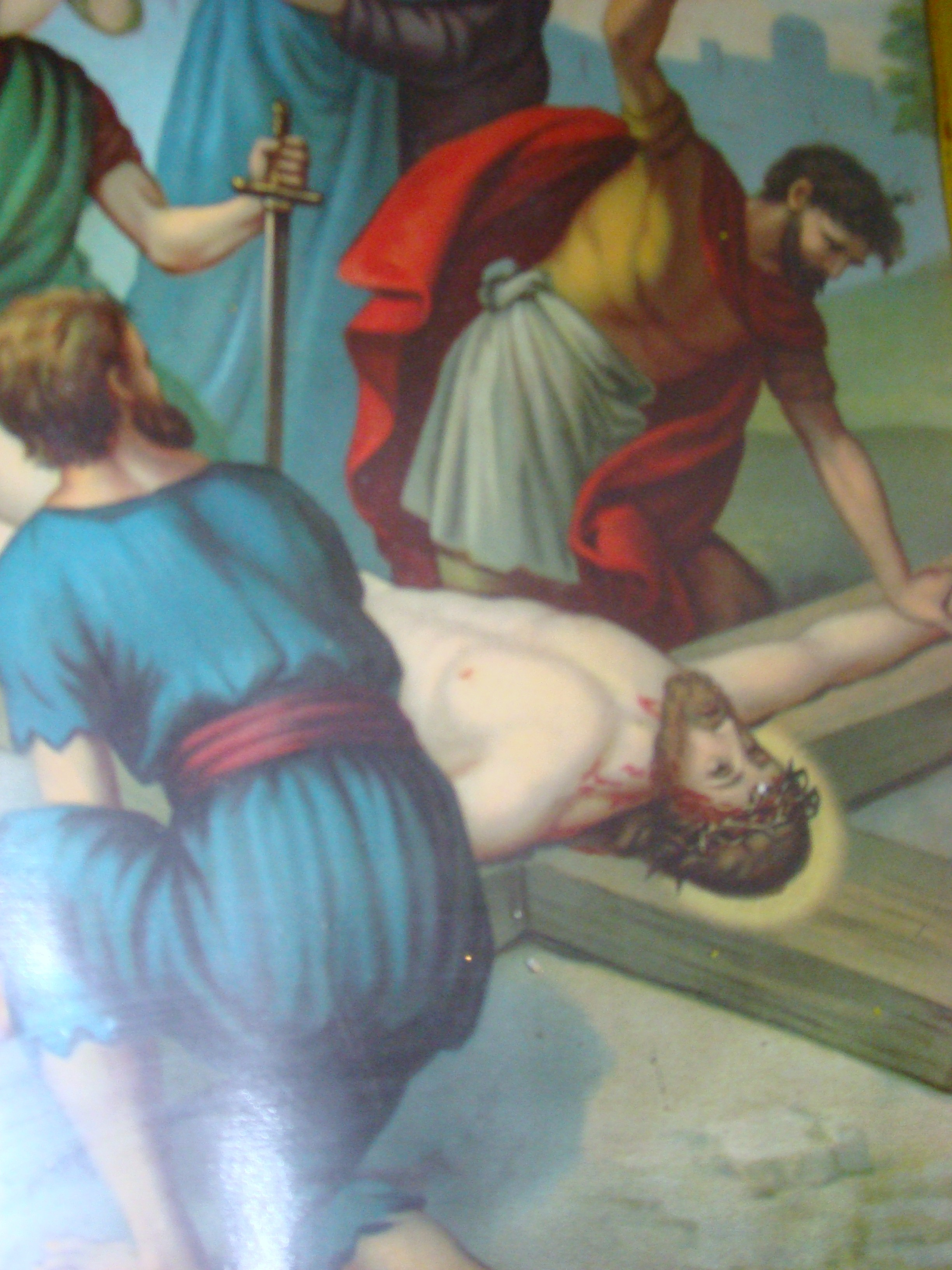
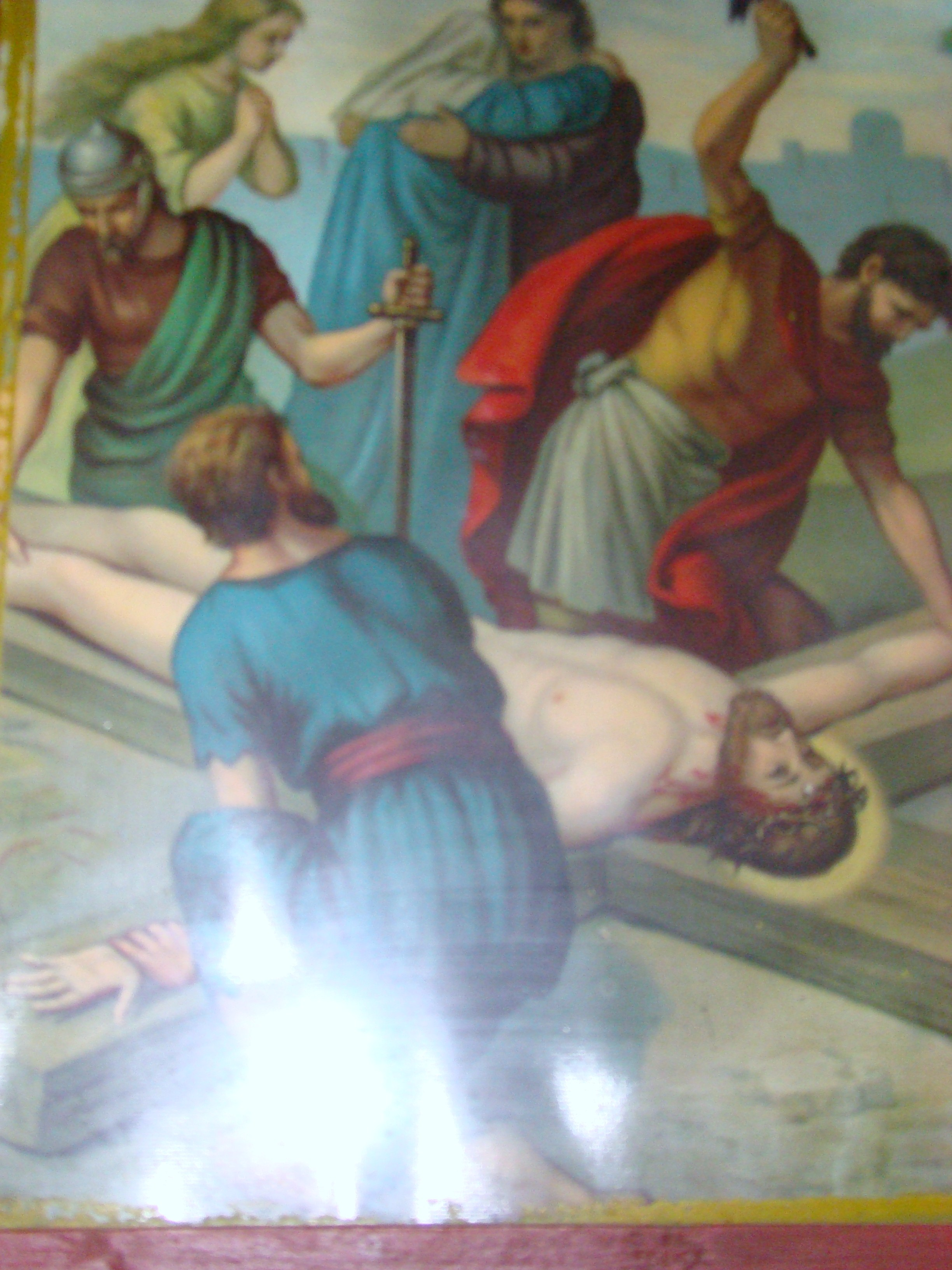
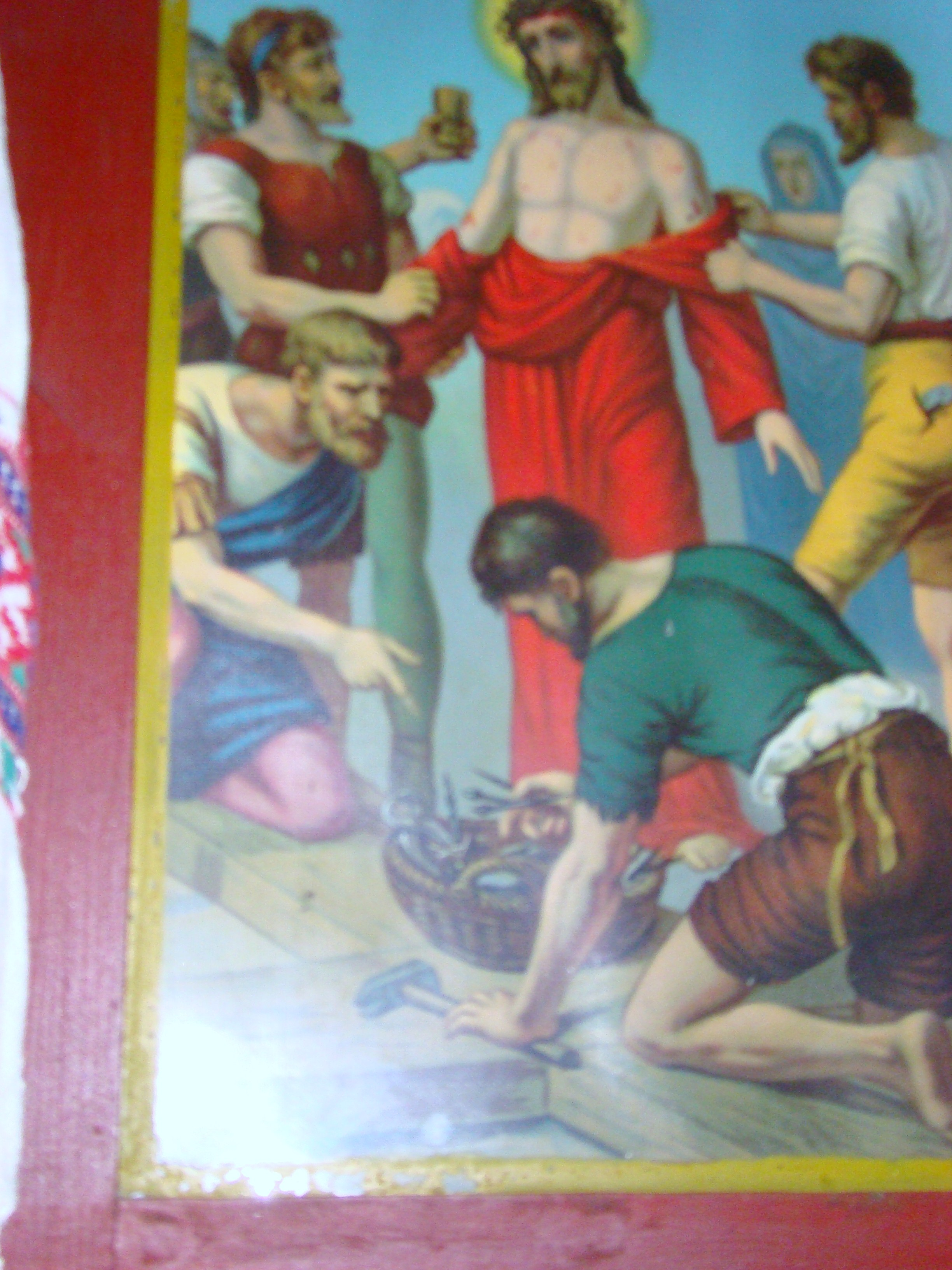
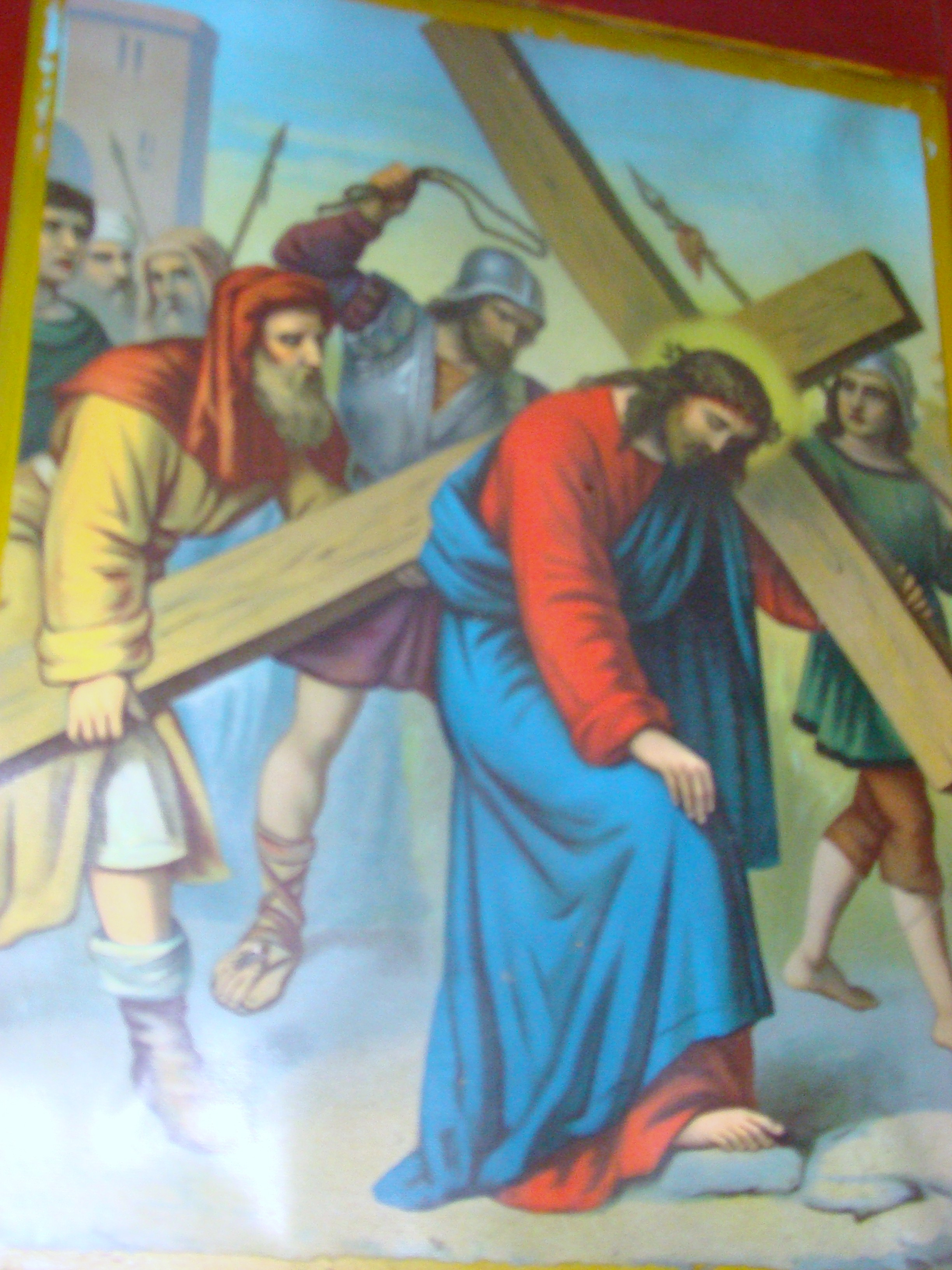
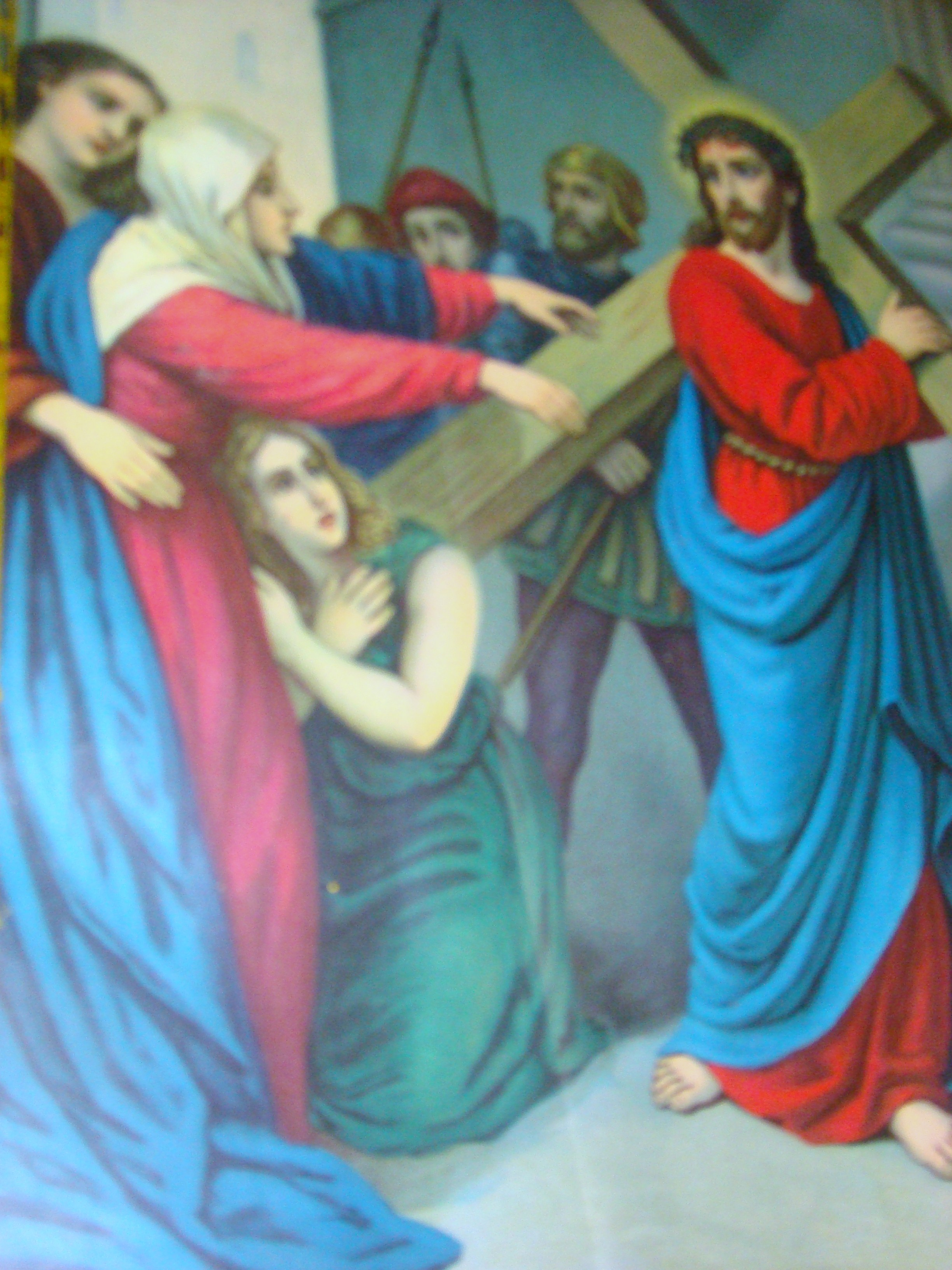
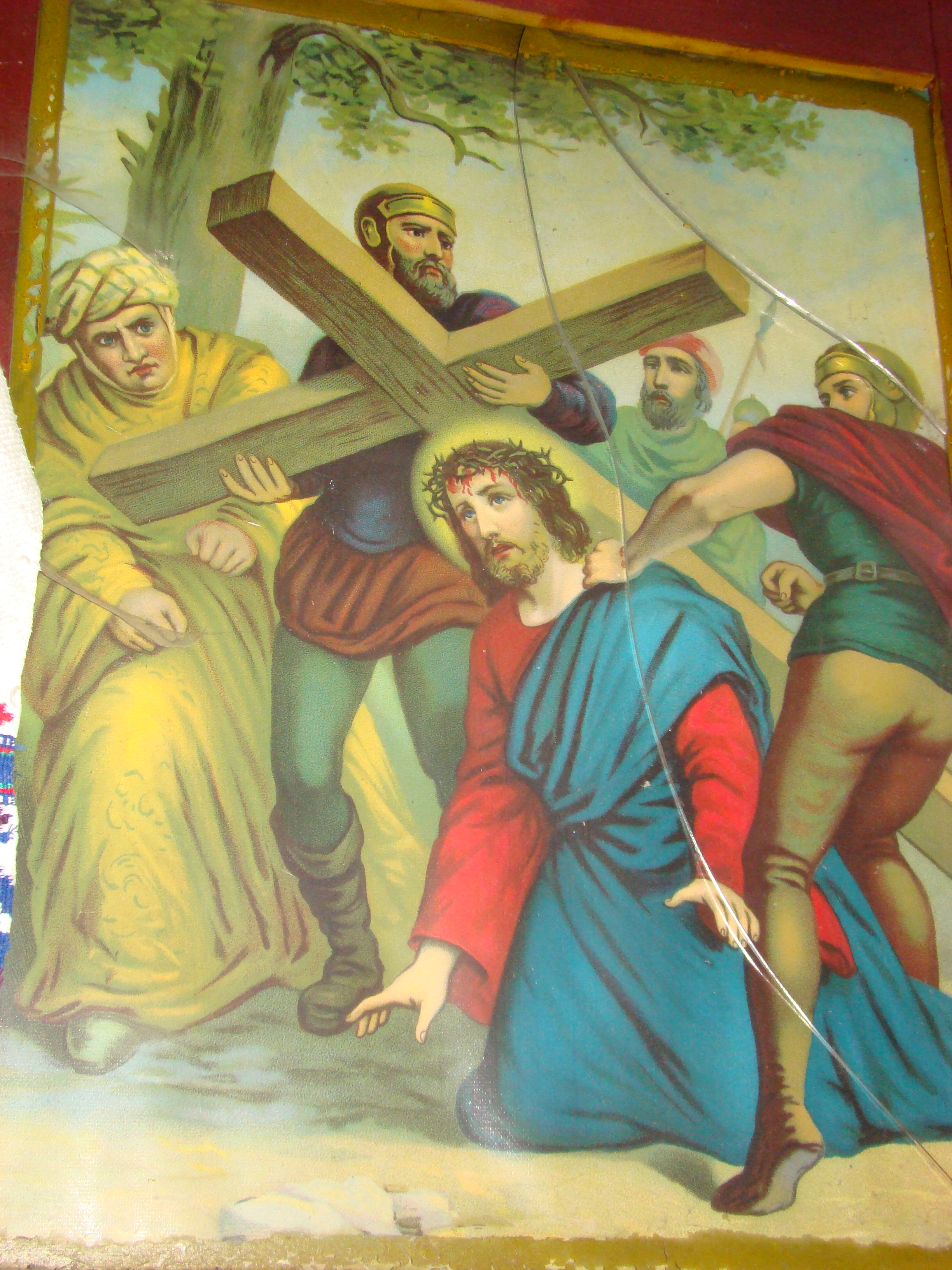
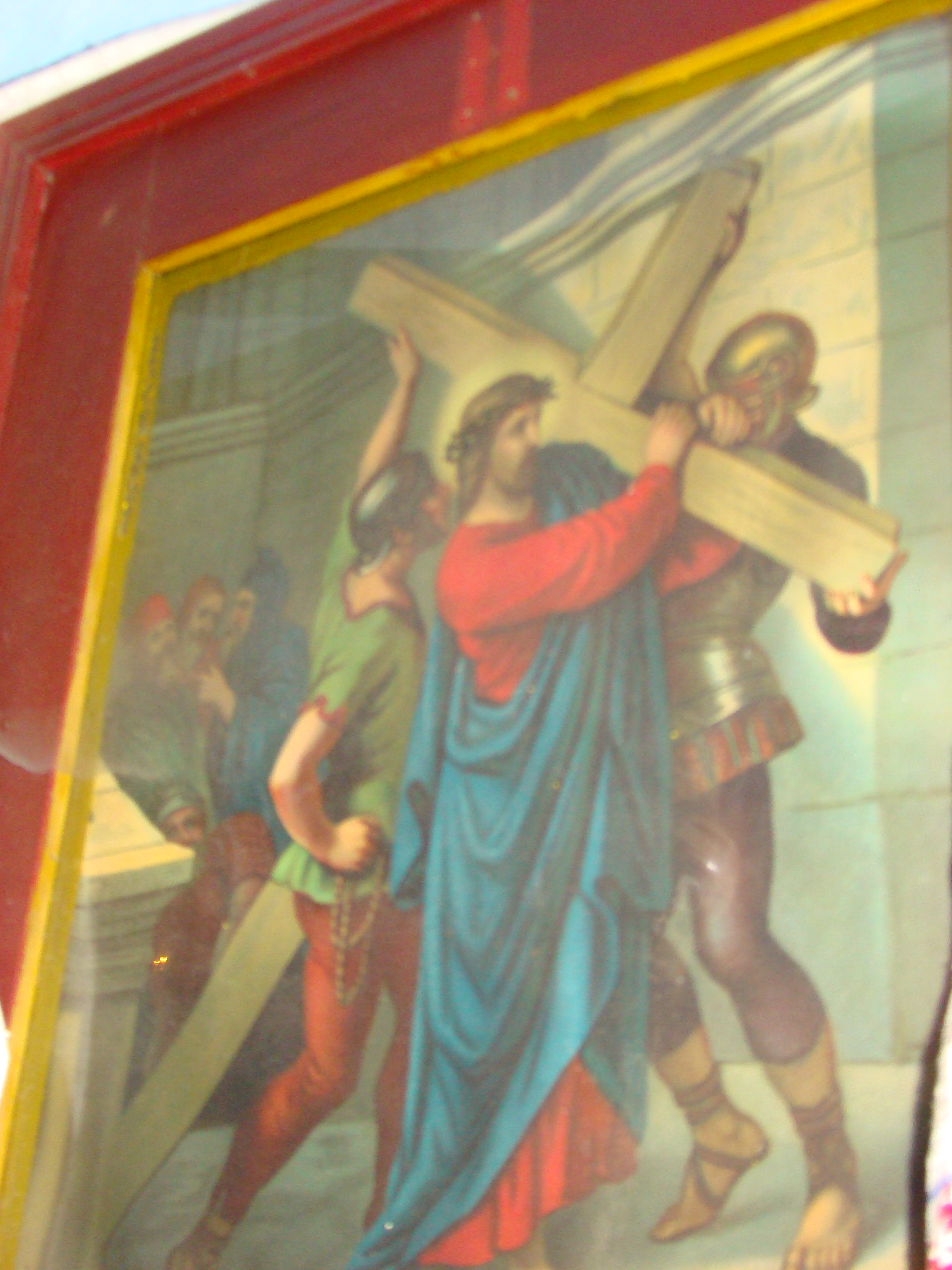
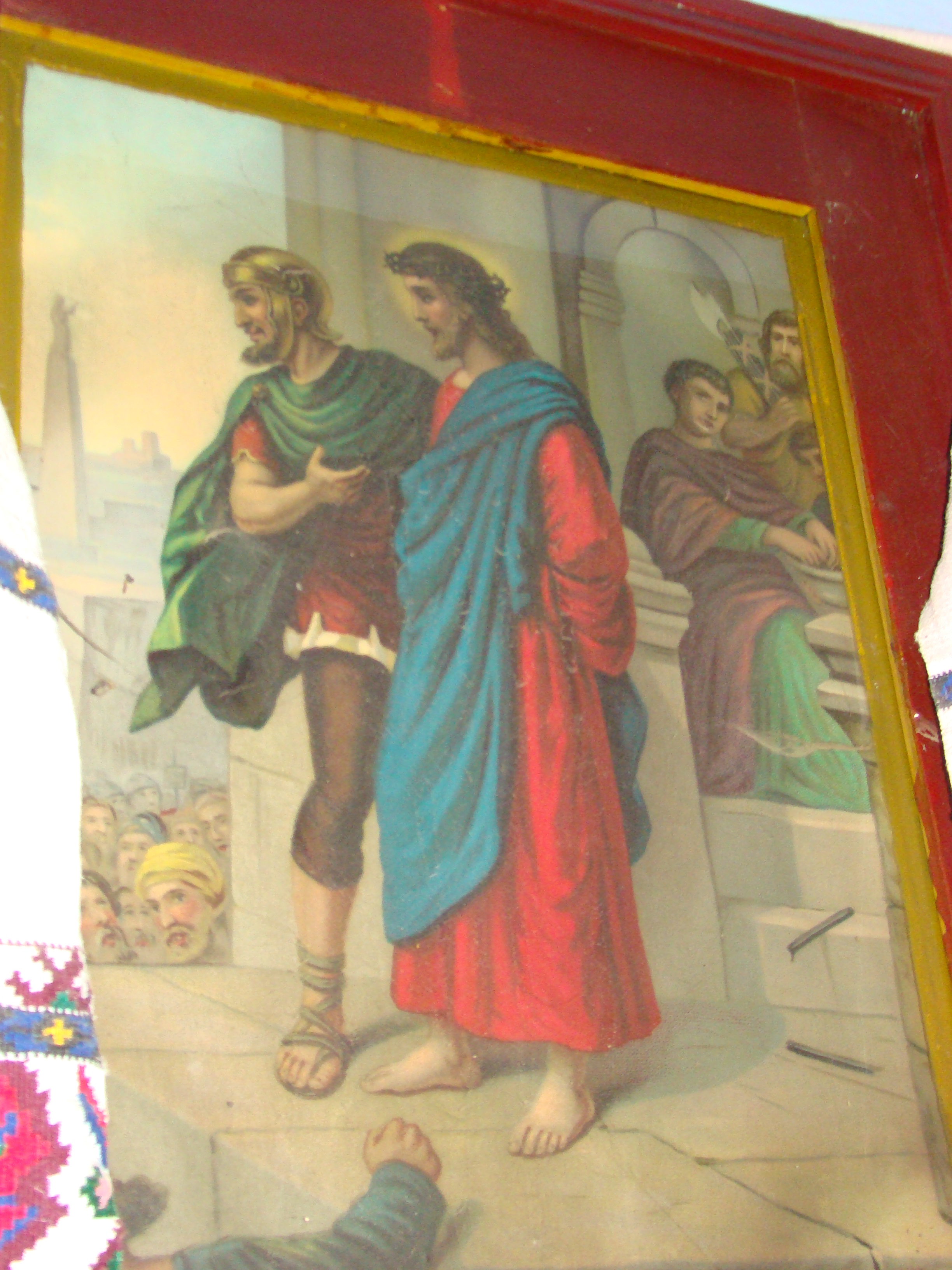
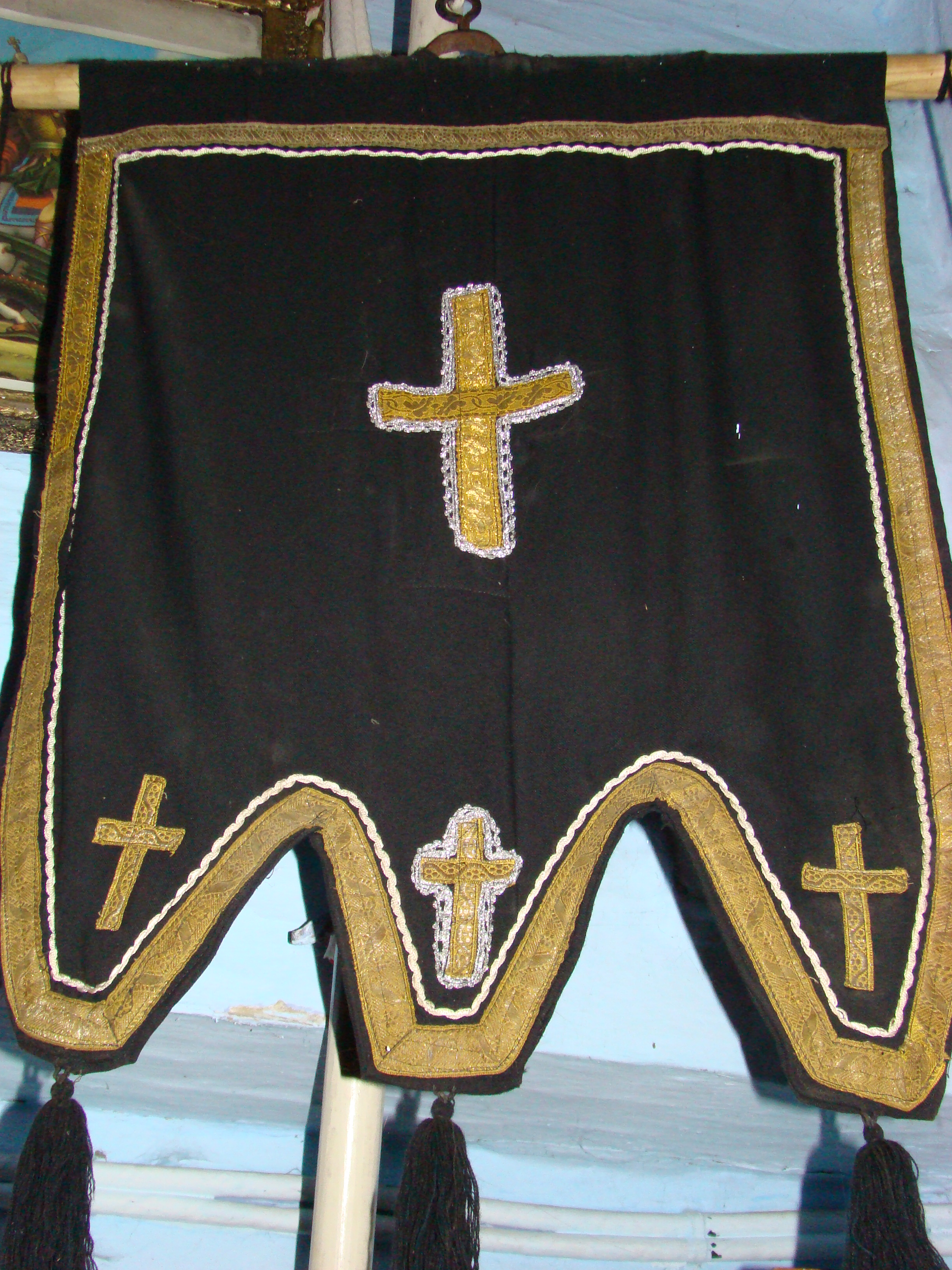
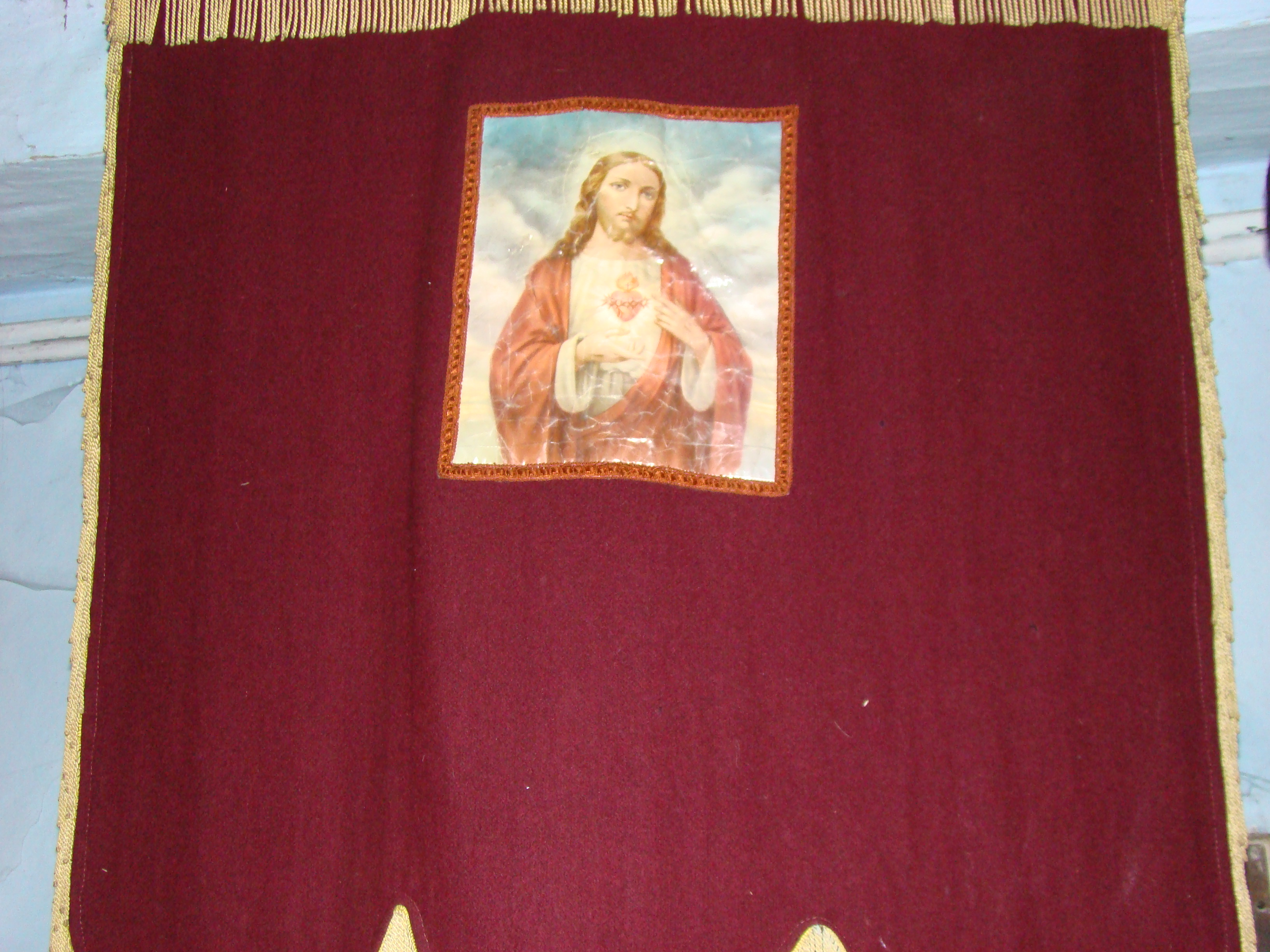
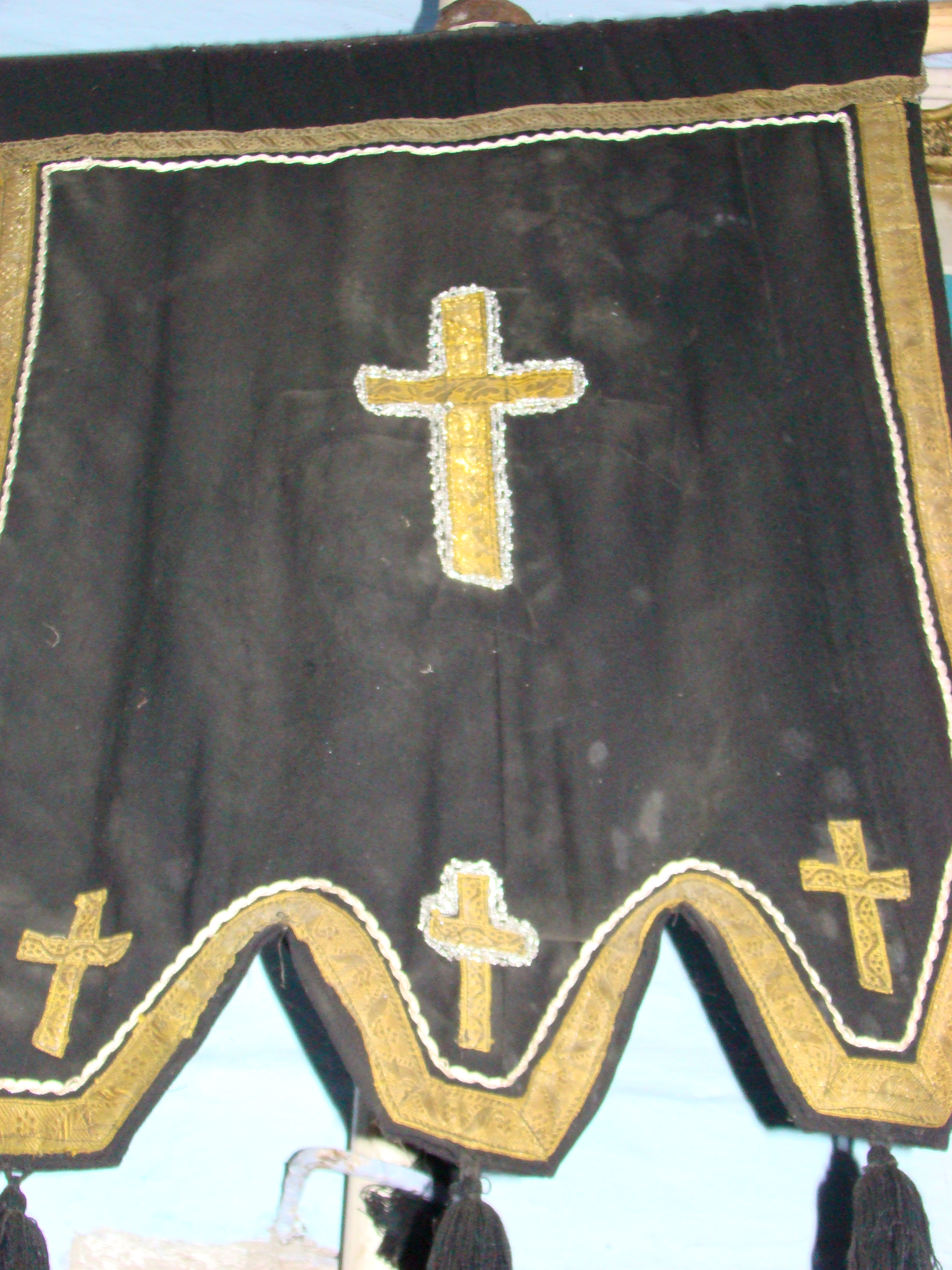
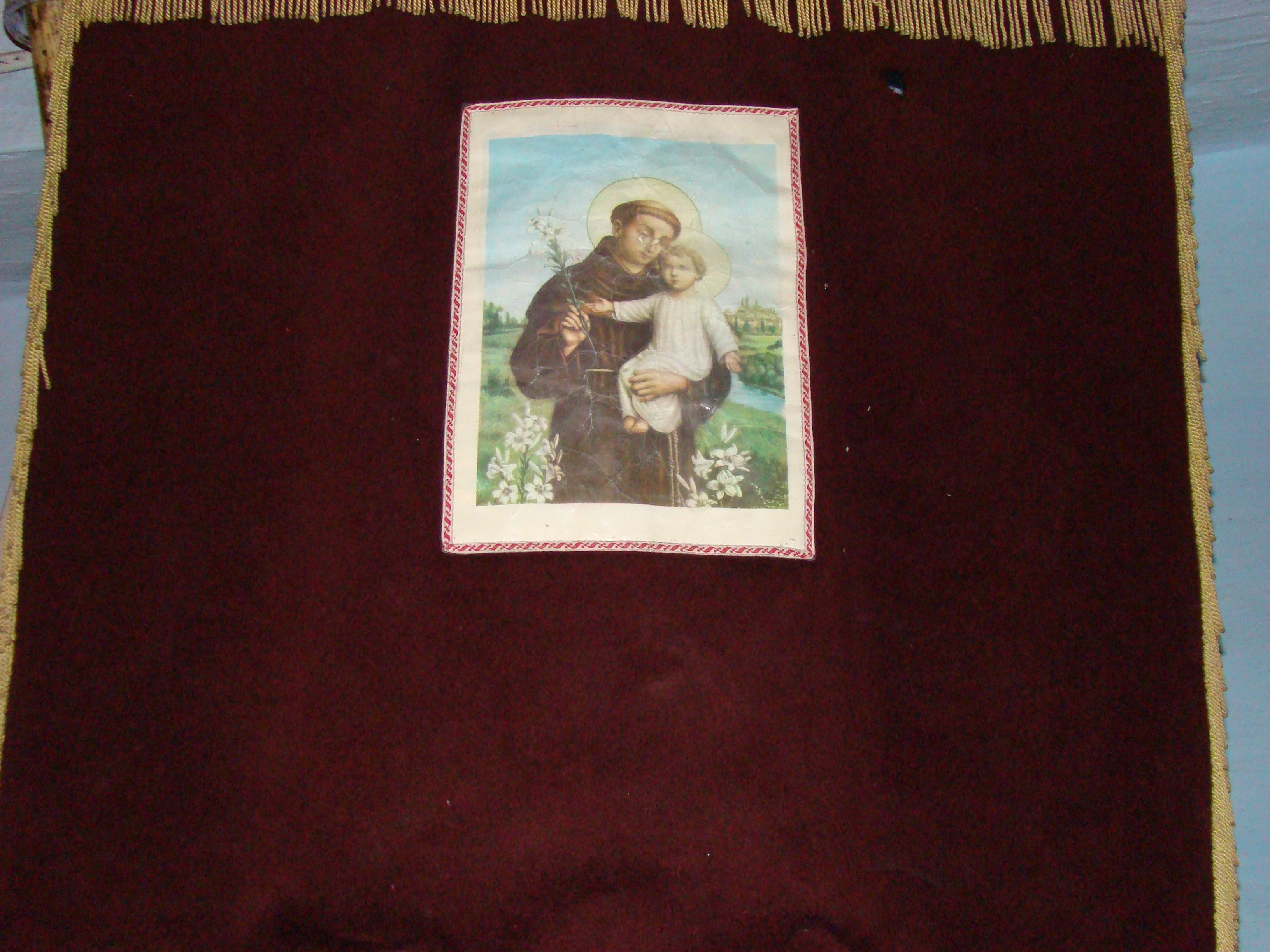

## Imagini din exterior

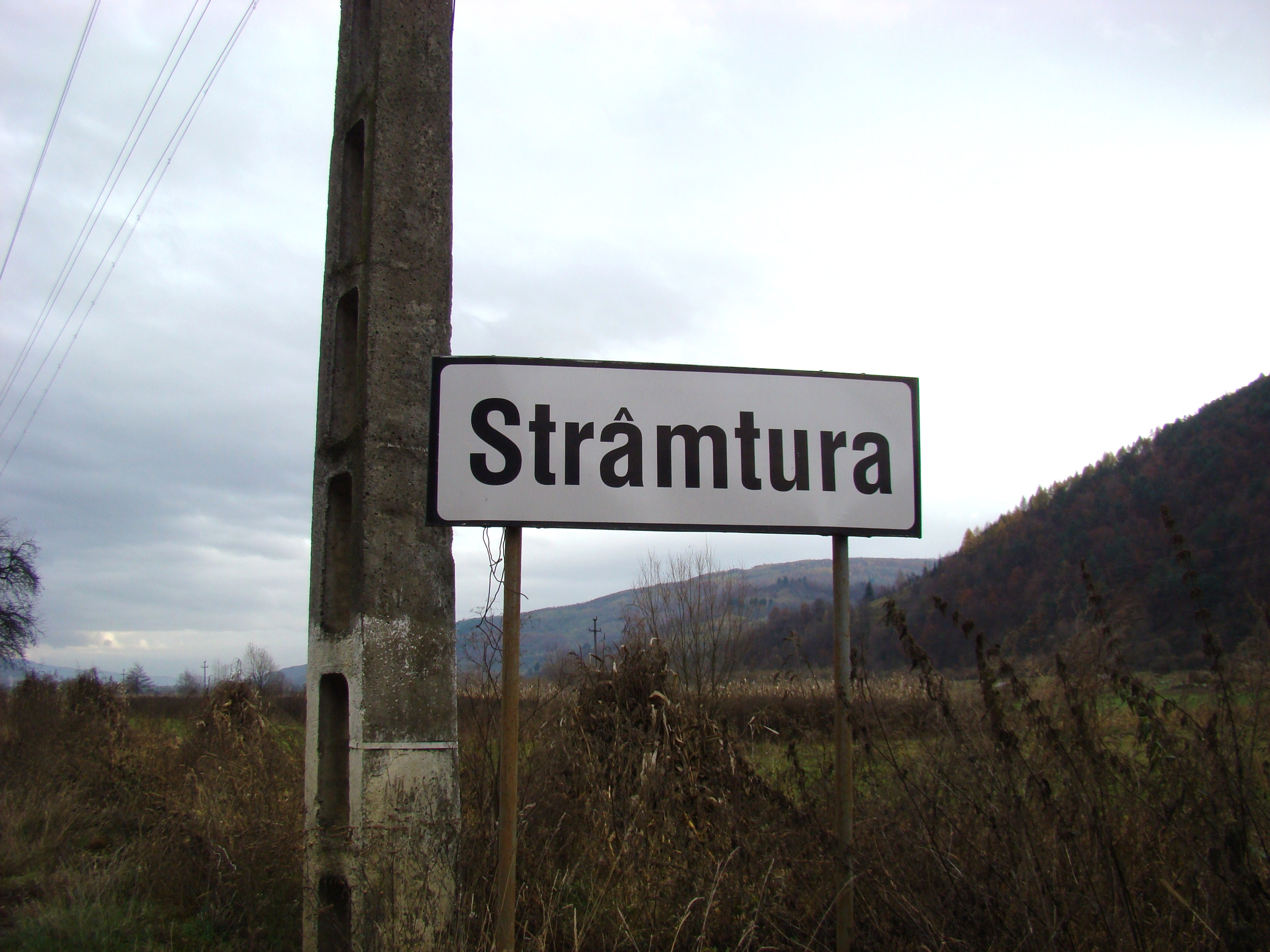
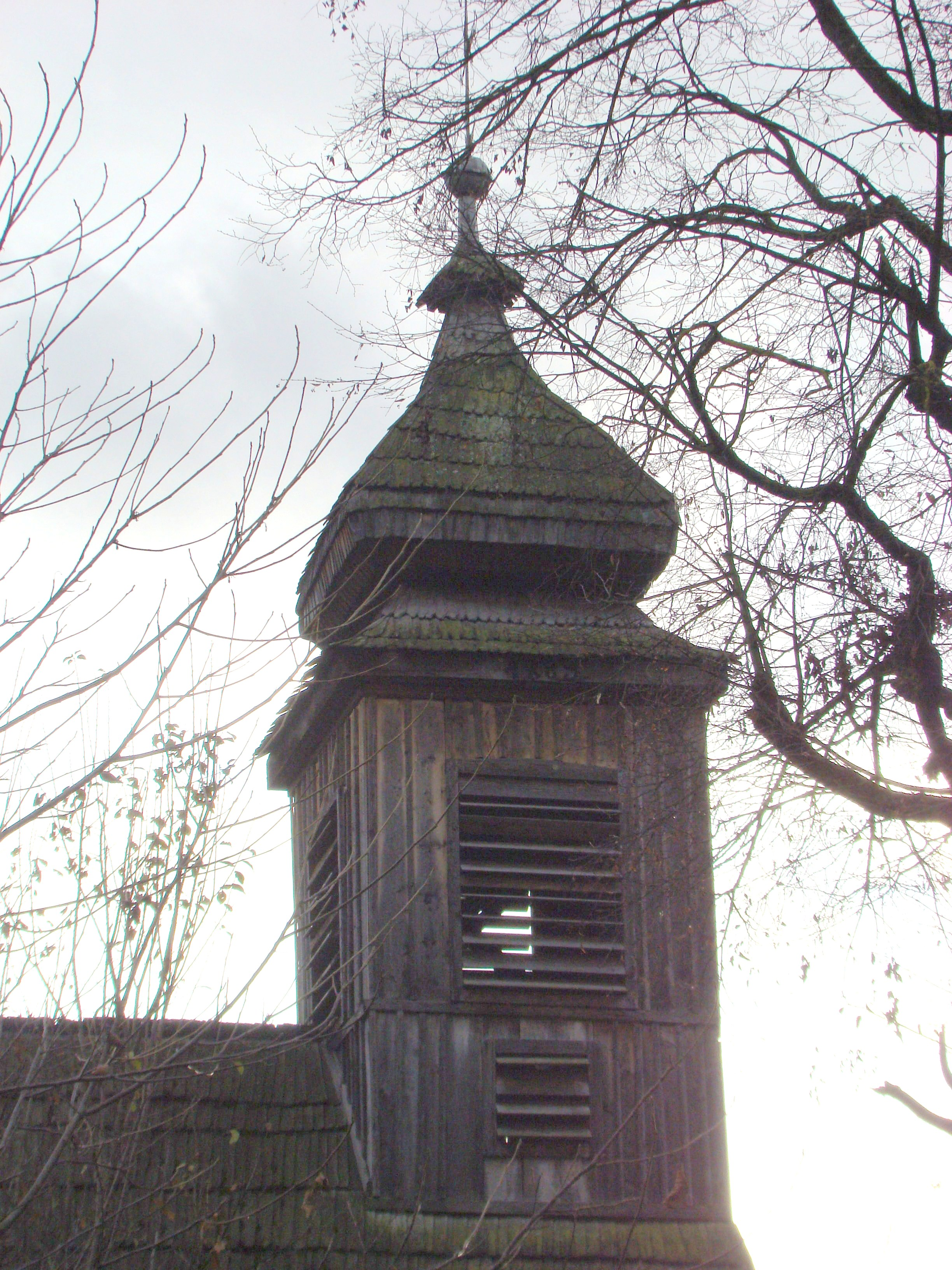
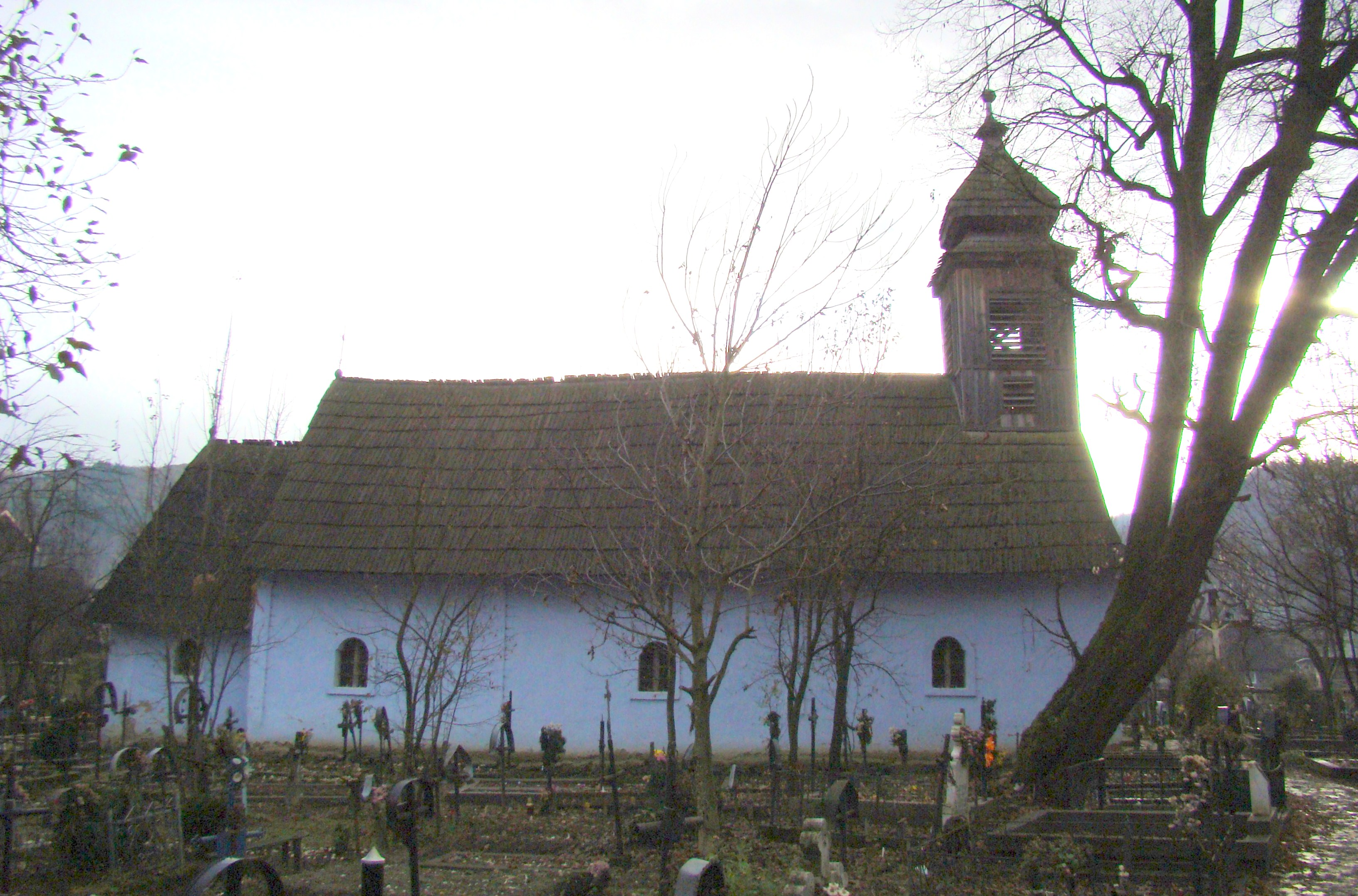
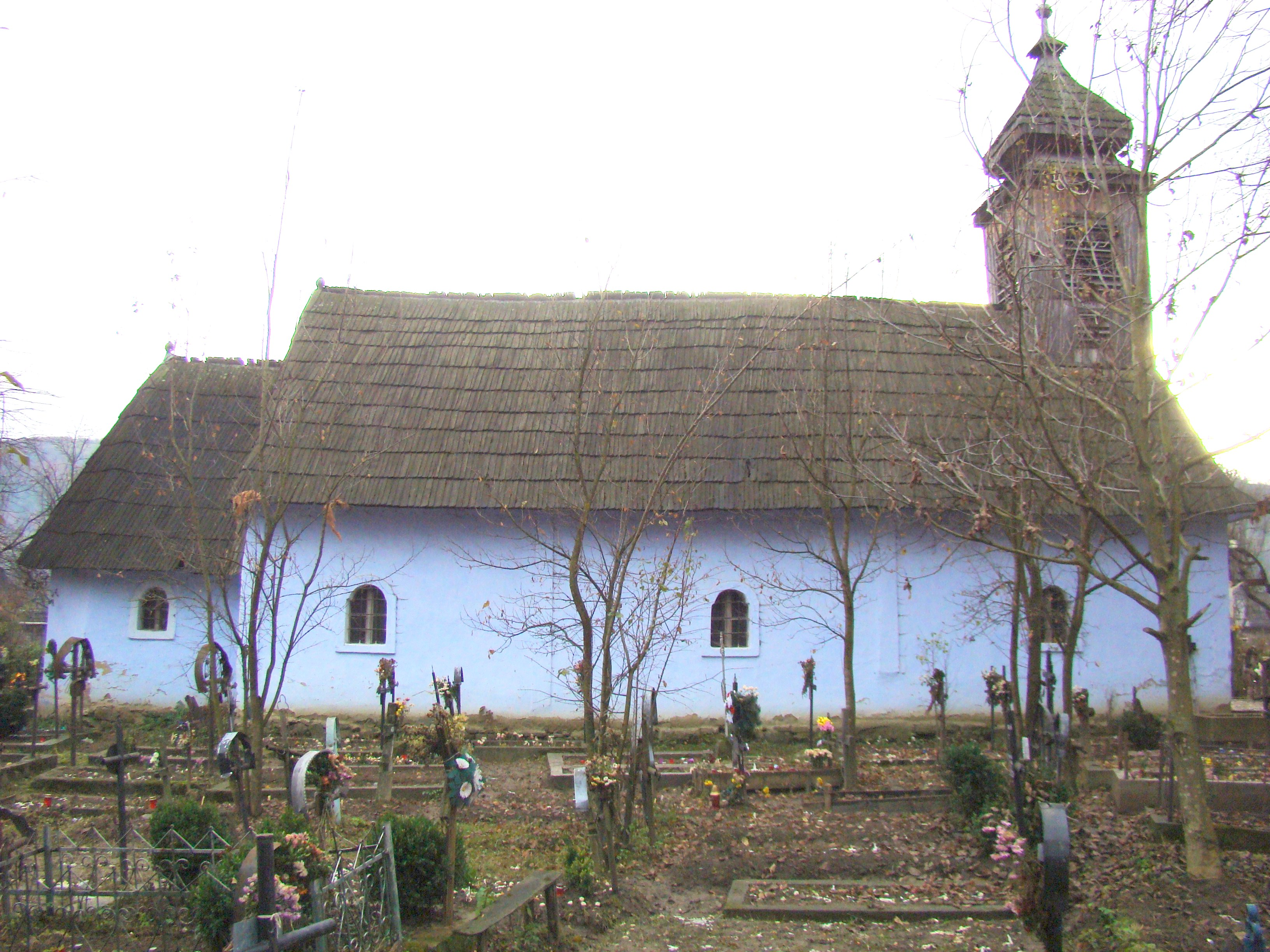
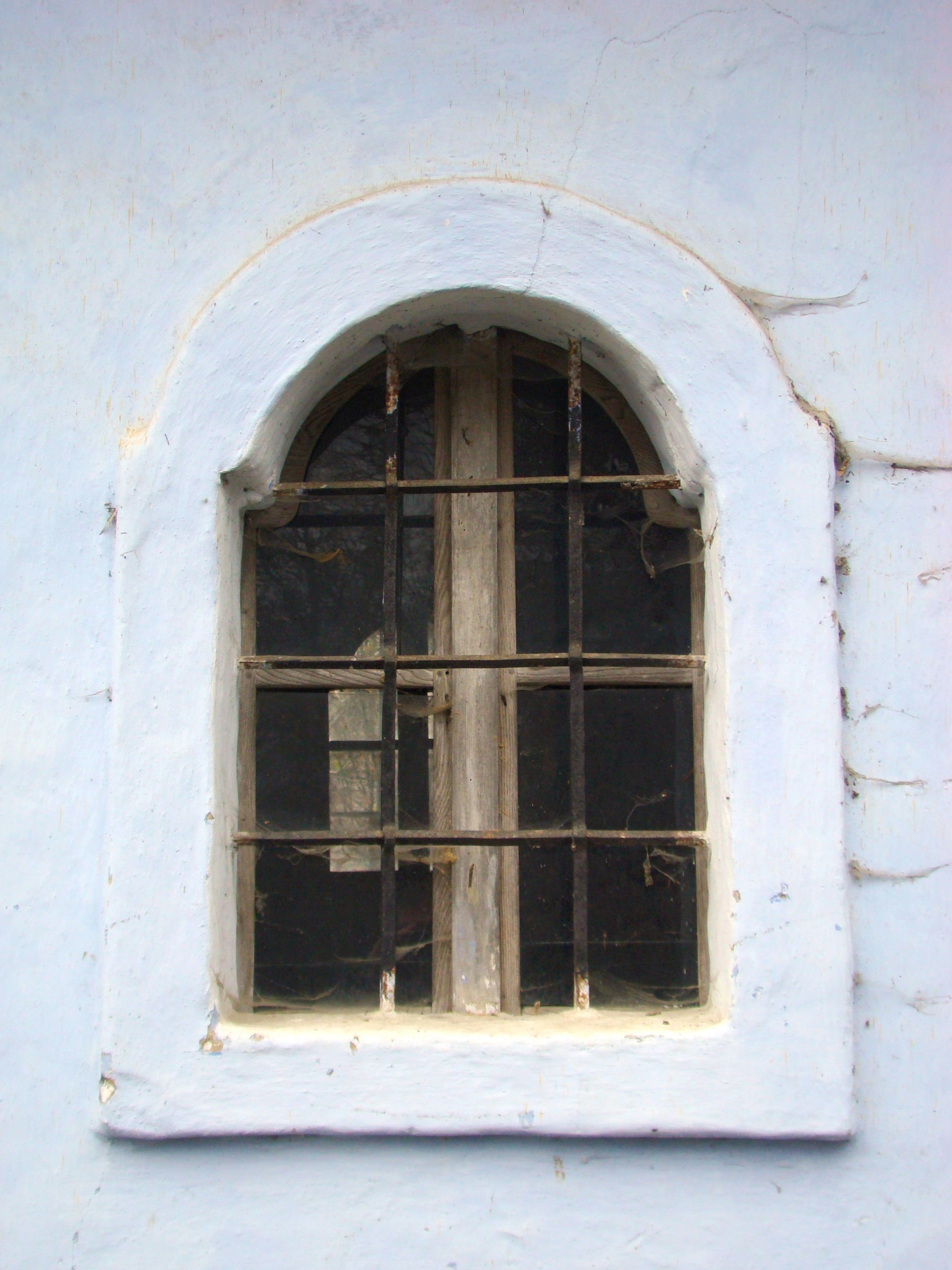
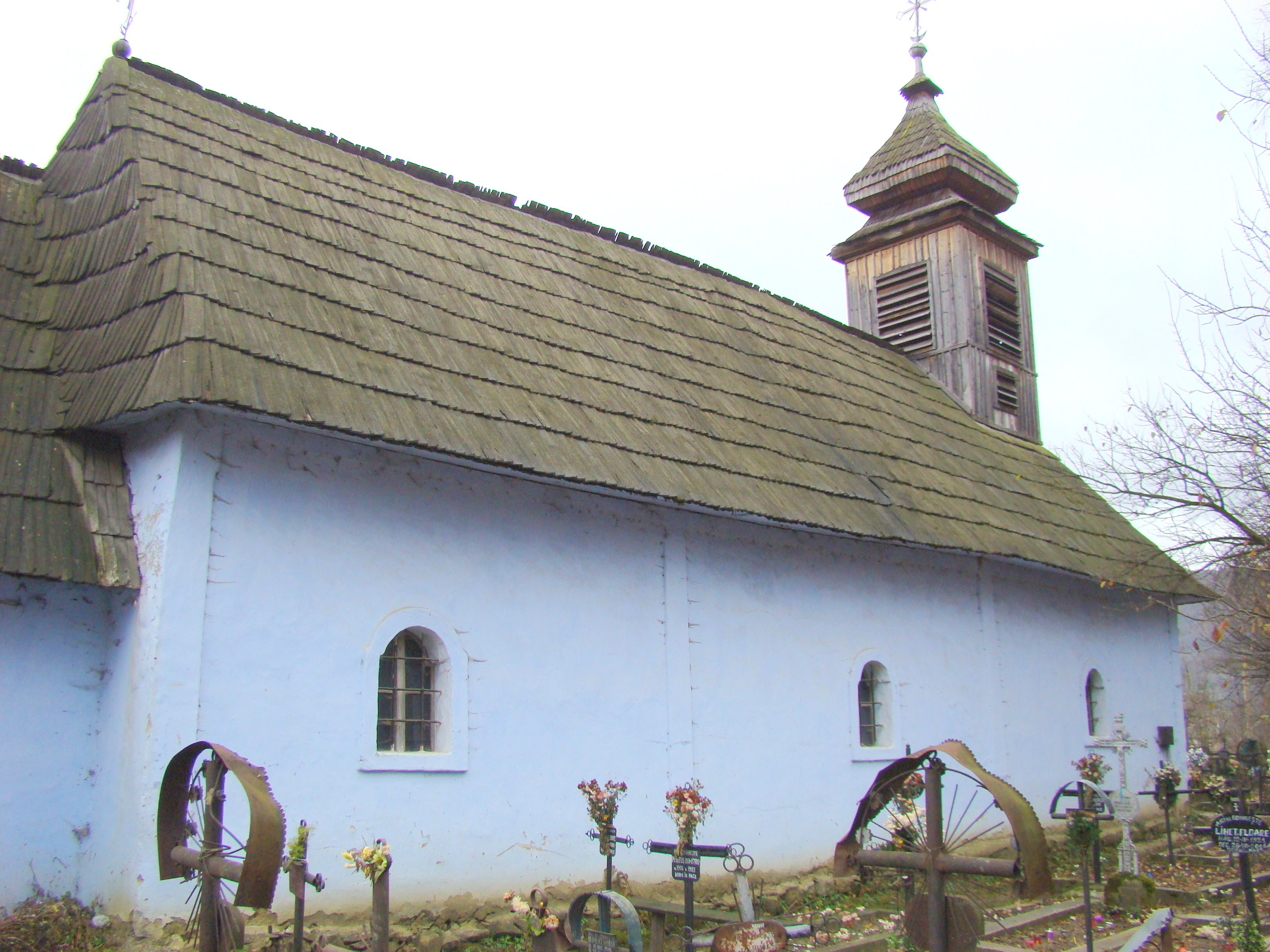
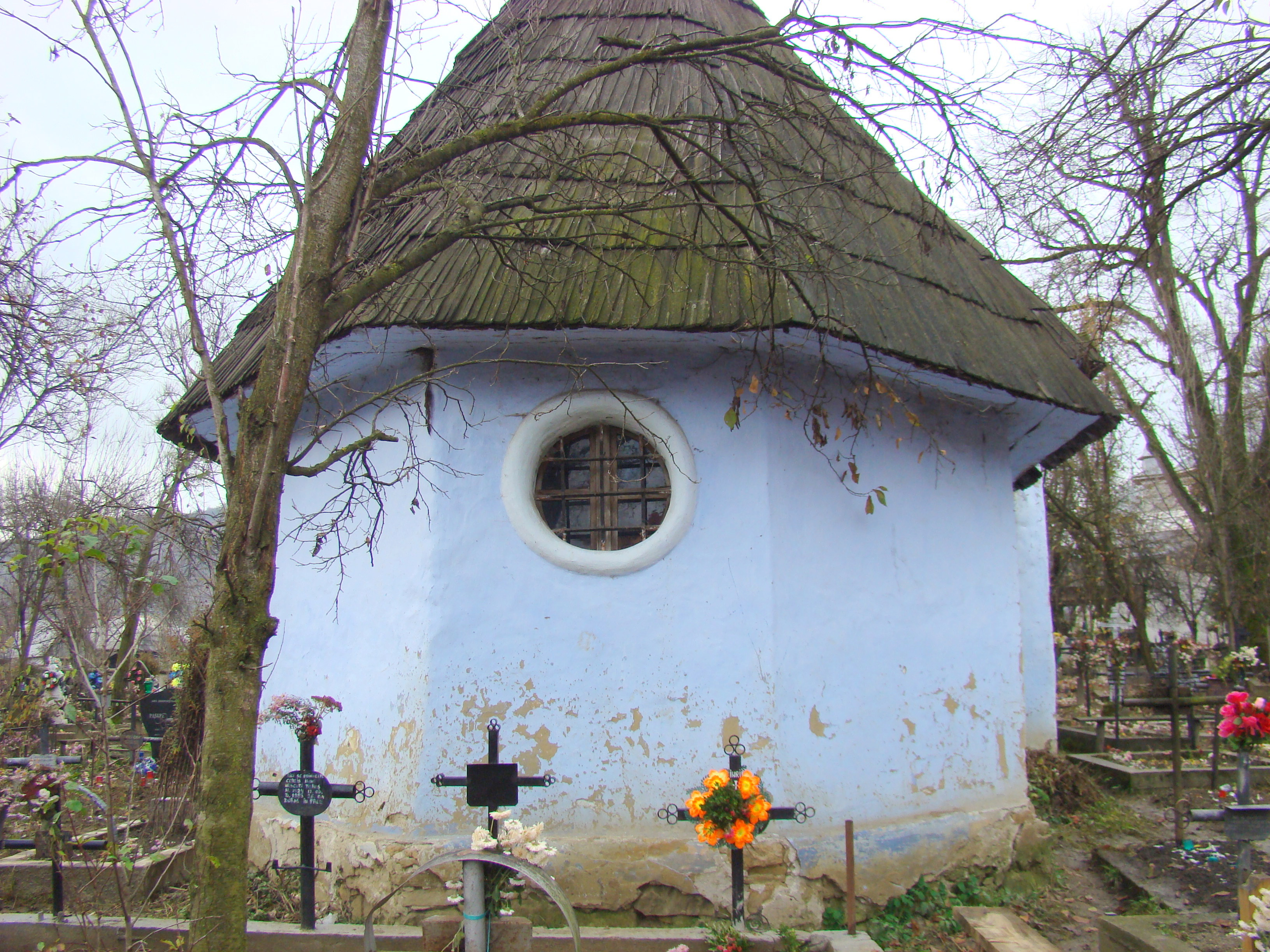
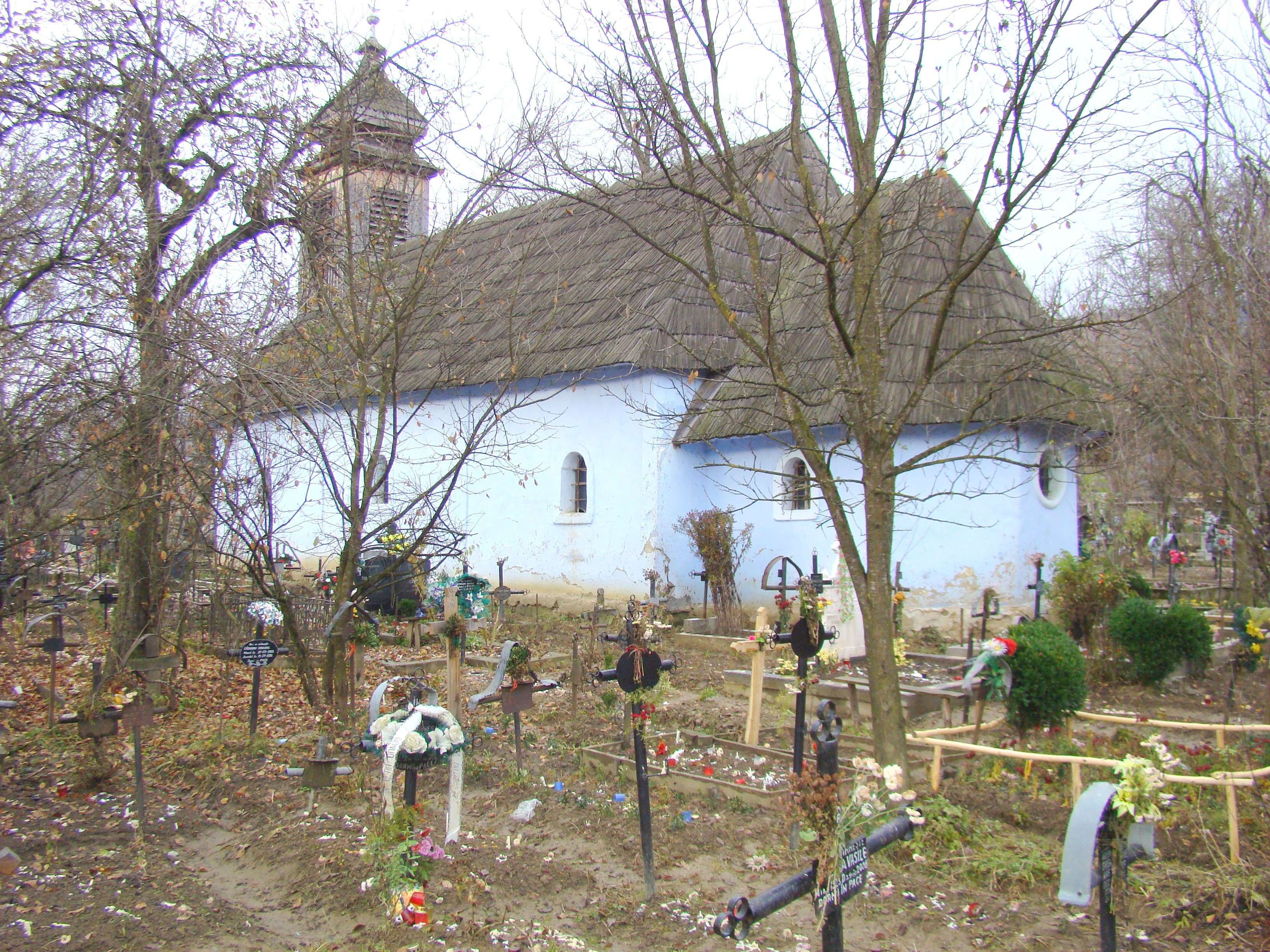
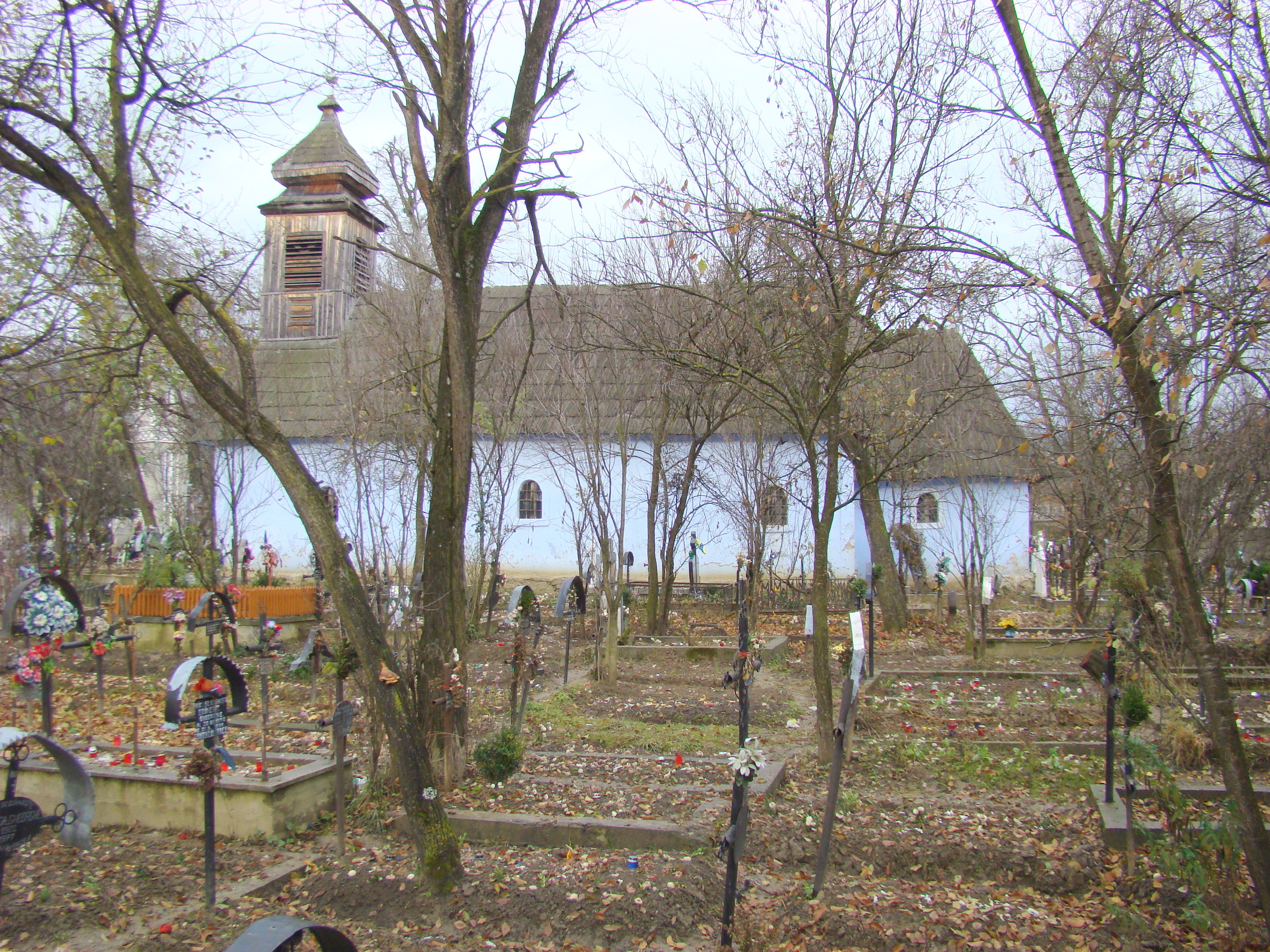
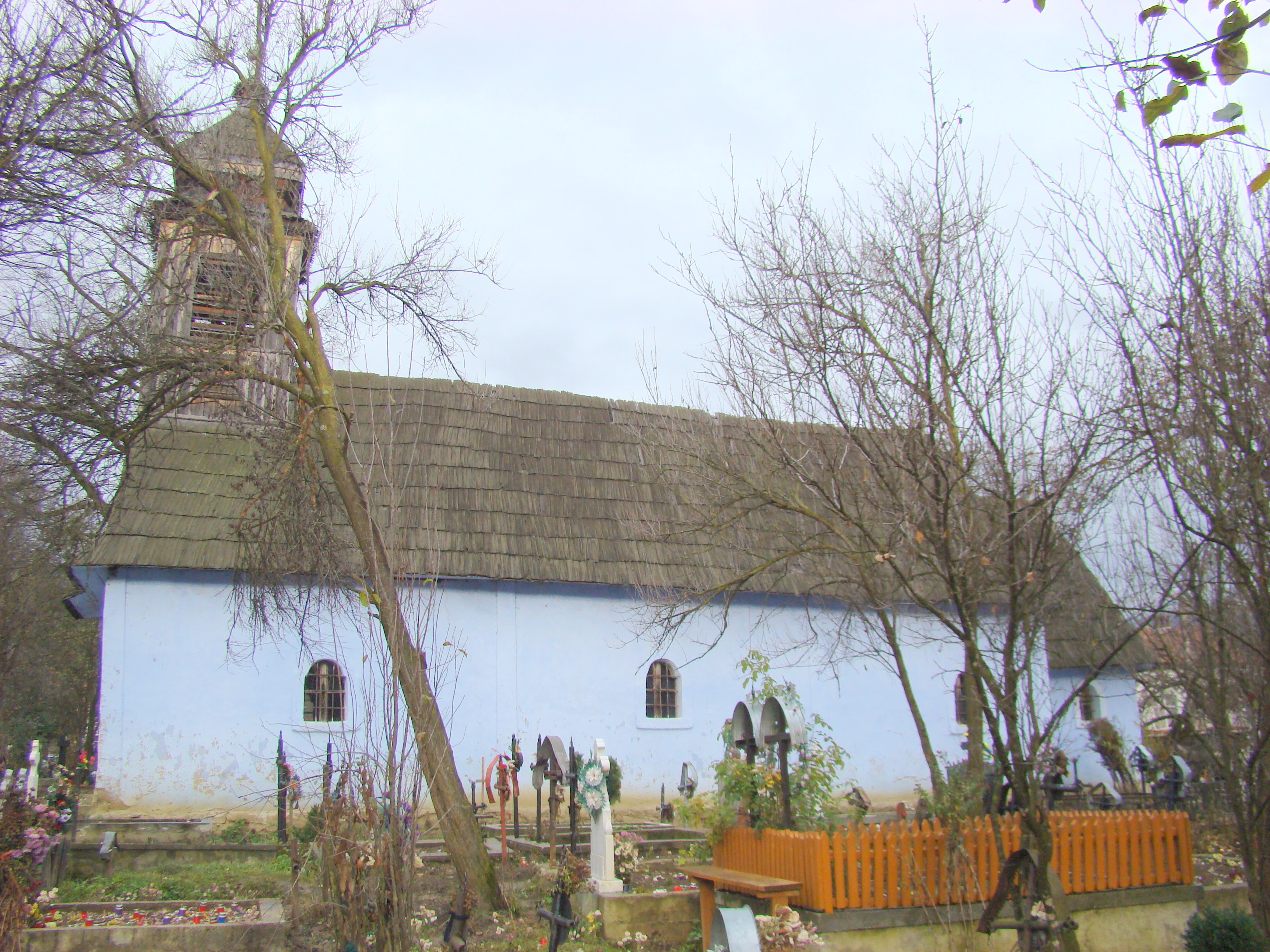
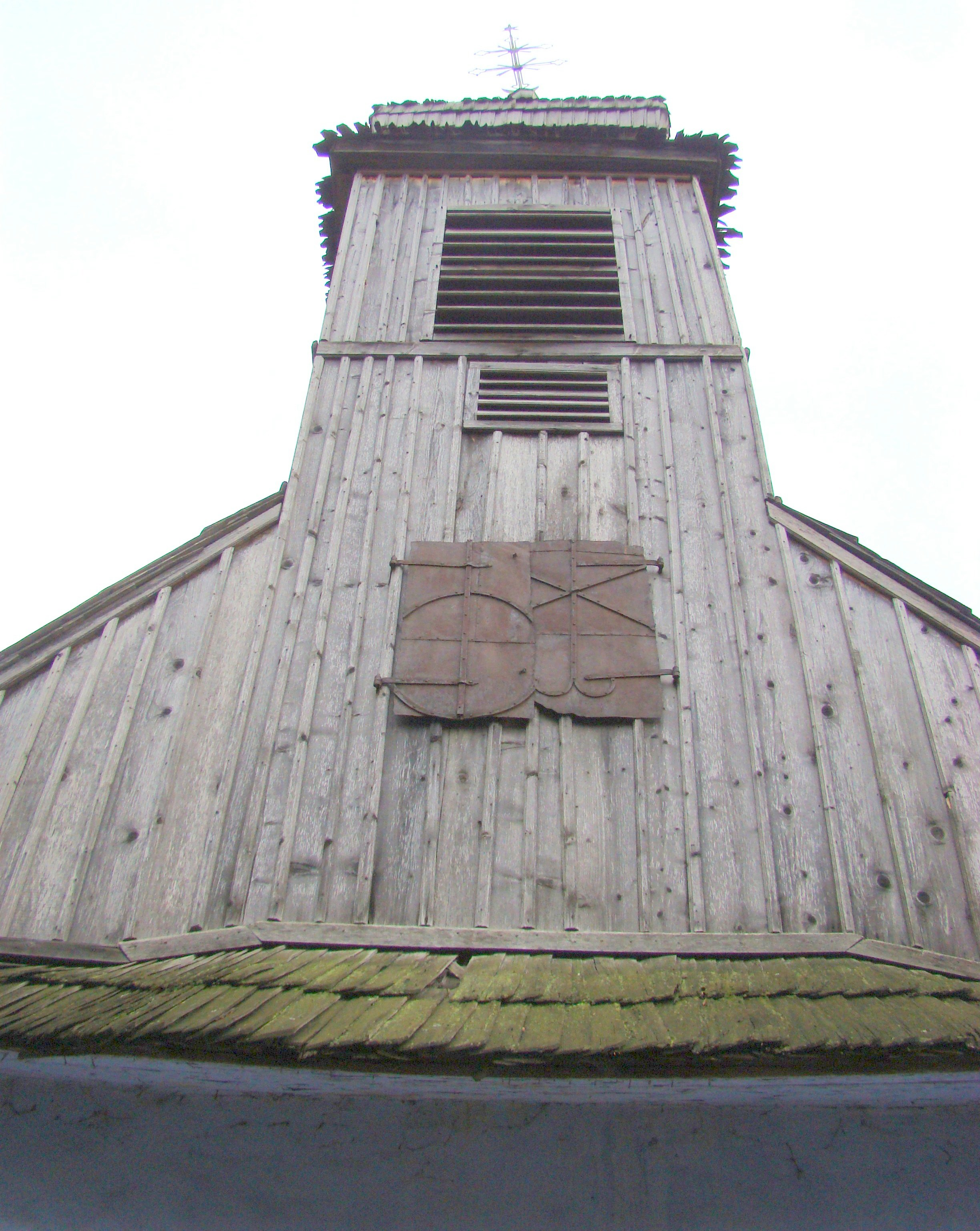
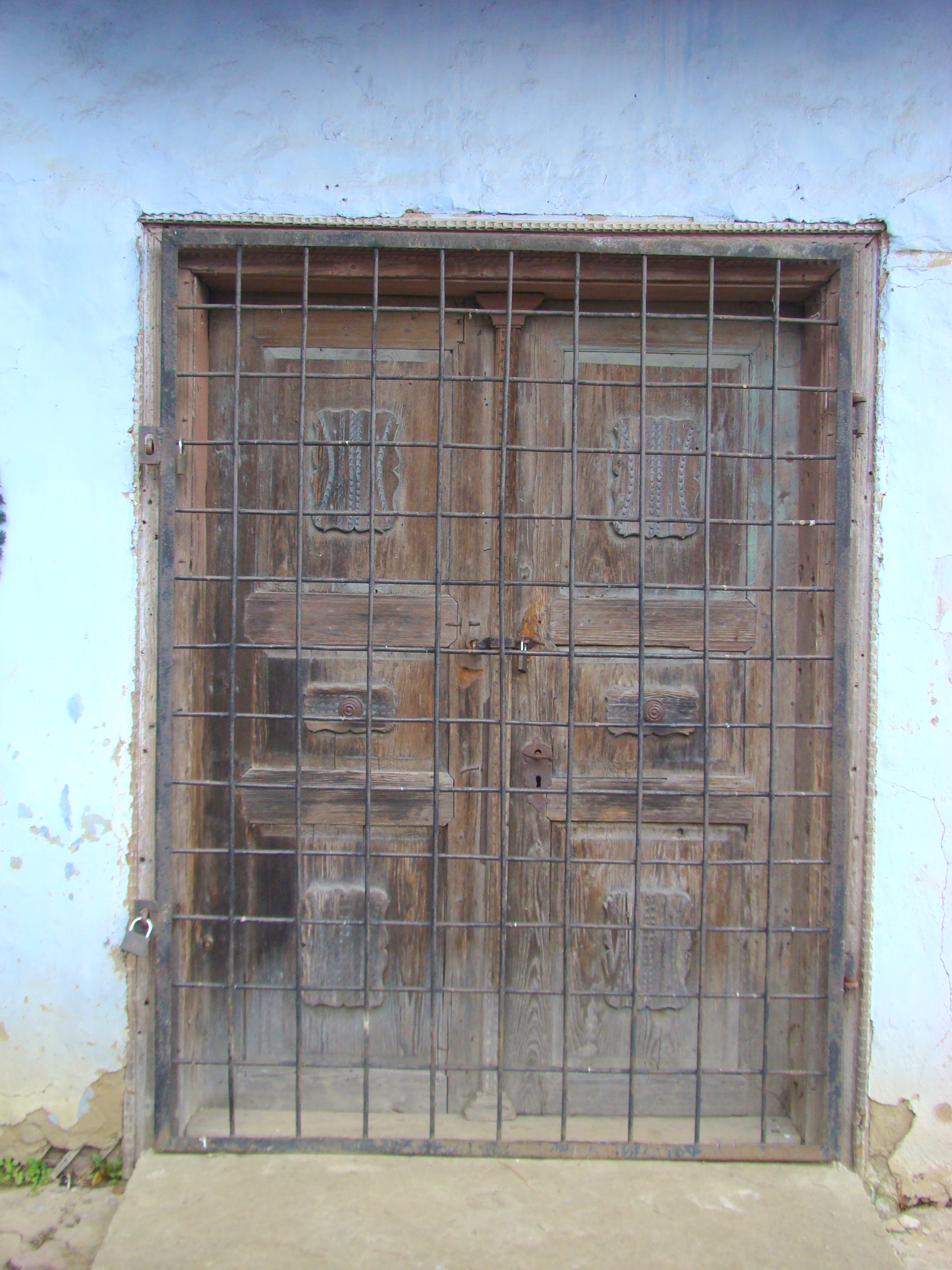
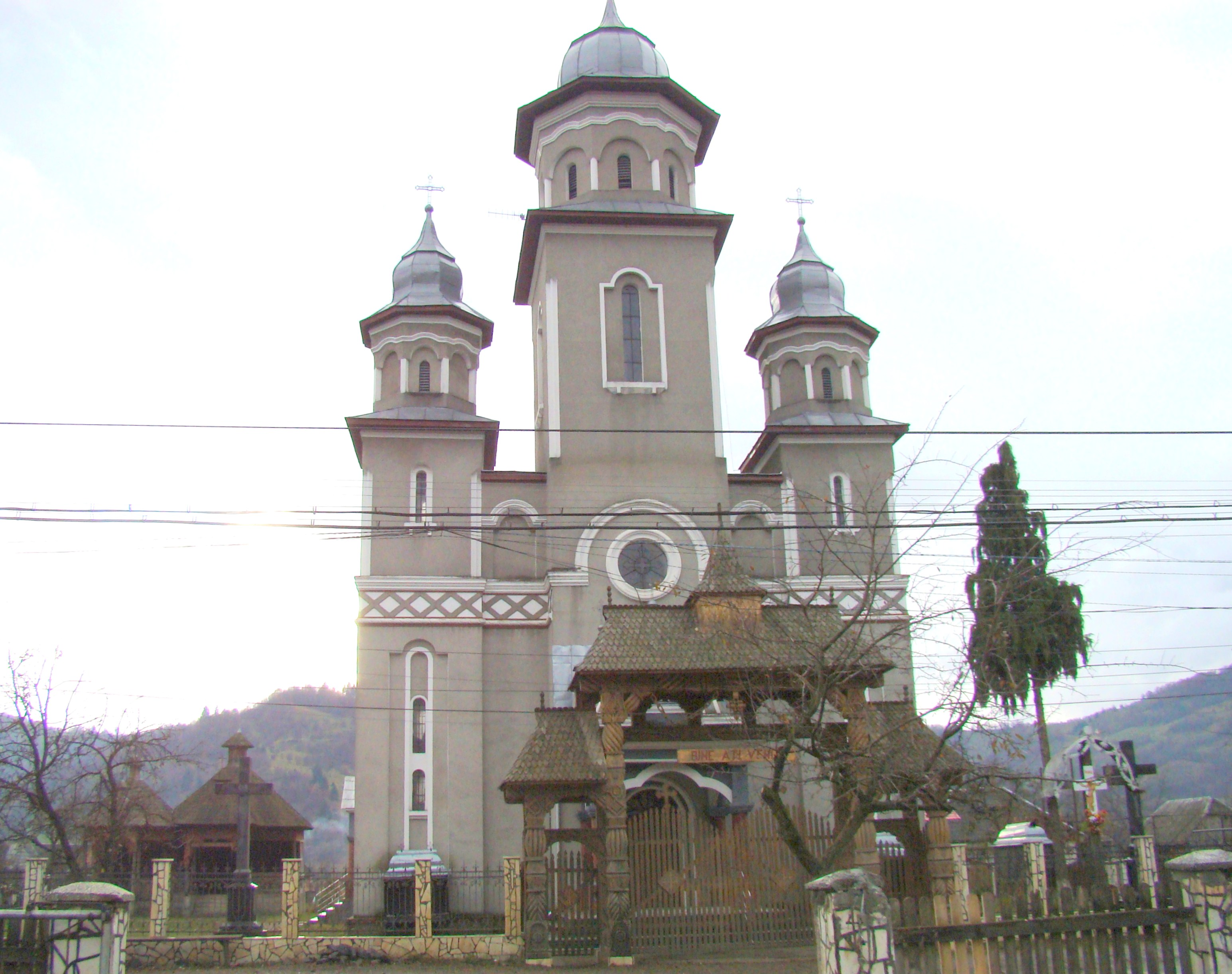
Biserica ortodoxă de zid cu hramul „Sfinții Arhangheli Mihail și Gavriil” (1973)